# Operní partie

Průběh partie

Operní partie je označení pro šachovou partii, kterou roku 1858 v pařížské opeře (v budově Opéra Le Peletier) sehrál americký šachista Paul Morphy proti dvěma konzultujícím aristokratům, německému emigrantovi, sesazenému vévodovi z Brunšviku Karlu II. a hraběti Isouardu de Vauvenargues. Přestože prý chtěl Morphy původně nerušeně sledovat průběh operního představení, na které byl pozván, ze zdvořilosti šachové utkání během představení neodmítl.
Morphy měl bílé figury, zatímco vévoda a hrabě černé. Rozehrána byla Philidorova obrana a oba šlechtici se již v 6. tahu dopustili rozhodující chyby, která umožnila Morphymu provést dvojí úder. V 17. tahu Morphy po oběti dámy zmatoval černého krále, celou partii drženého v počátečním postavení. Operní partie se stala nejznámější Morphyho partií. V prvním svazku díla Amenities and Background of Chess-Play (1934) od amerického šachisty Williama Ewarta Napiera je dokonce Operní partie považována za nejslavnější šachovou hru vůbec a pochvalně se o ní zmiňoval i druhý mistr světa v šachu Emanuel Lasker. Zároveň je uváděna v řadě učebnic. Někdy však sklízí též kritiku. Britský velmistr John Nunn ji kritizoval mimo jiné proto, že by se dle něj k výuce šachu měly používat spíše partie novější, protože moderní šach se od toho z roku 1858 odlišuje, a nepovažoval ji obecně za obzvlášť dobrou.

## Pozadí

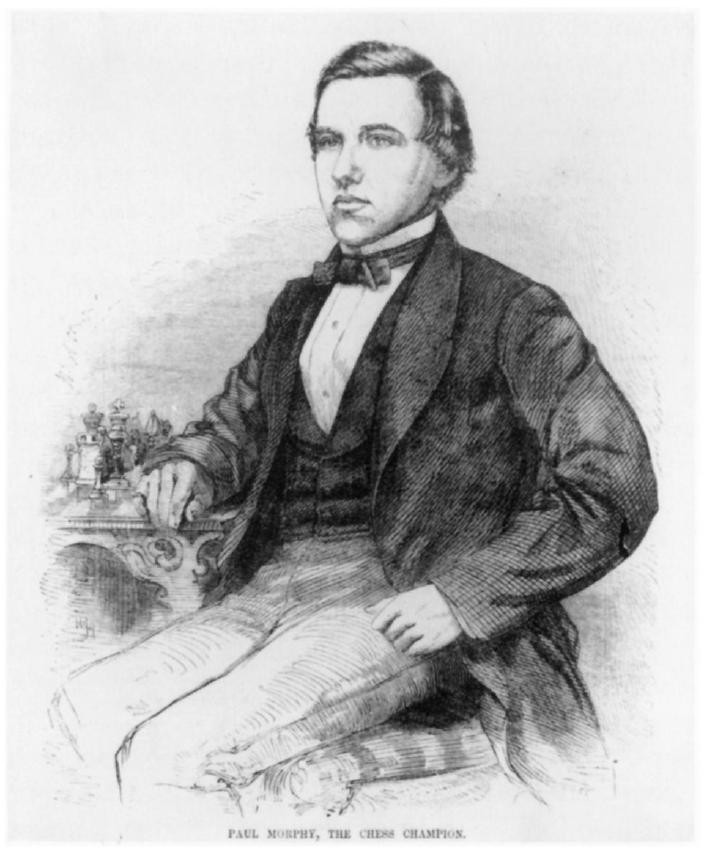
Paul Morphy v roce 1859

Americký šachista Paul Morphy byl ve své době jedním z nejsilnějších hráčů na světě. V roce 1857 se zúčastnil šachového turnaje v New Yorku, kde triumfoval, a o rok později se vydal hrát s evropskými hráči. Svou tzv. operní partii sehrál v mezidobí mezi utkáními s Danielem Harrwitzem a Adolfem Anderssenem. Vítězným zápasem s Anderssenem, tehdy považovaným za nejlepšího evropského šachistu, Morphyho kariéra vyvrcholila. Soupeři Morphyho v operní partii byli dva aristokraté, německý emigrant, sesazený vévoda z Brunšviku a Lüneburgu Karel II., a francouzský hrabě Isouard de Vauvenargues [Isuár d'Vóv(e)nárg], kteří spolu tahy konzultovali. Přestože se o síle těchto hráčů vedou debaty, vévoda z Brunšviku byl pravděpodobně dle jeho jiných partií celkem silným šachistou.
Partie byla sehrána roku 1858 během představení v pařížské opeře (Opéra Le Peletier), kam vévoda amerického šachistu několikrát pozval. Podle Morphyho společníka Fredericka Milnese Edgeho byla vévodova lóže přímo na jevišti a natolik blízko, že „byste mohli bez potíží políbit primadonu”. Ačkoli chtěl Morphy původně nerušeně sledovat operu (Edge se zmiňuje o tom, že Morphy vášnivě miloval hudbu), ze zdvořilosti neodmítl sehrát partii během představení a oba spojence porazil během sedmnácti tahů. Vévoda z Brunšviku hrával se svými společníky během představení i dříve a jednou byl ředitelem divadla kvůli hluku napomenut. O jakou operu se přesně jednalo, není zcela jasné. Pravděpodobně šlo o Rossiniho dílo Lazebník sevillský, uváděla se ale také opera Norma od Vincenza Belliniho, jiné Rossiniho dílo Popelka, eventuálně také Figarova svatba od Wolfganga Amadea Mozarta (Fine, The World's Great Chess Games). Podrobnější informace o utkáních Morphyho s aristokraty jsou uvedeny například v knize D. Lawsona Paul Morphy: The Pride and Sorrow of Chess. Ten uvádí:
…Vévoda z Brunšviku, se kterým se Morphy poprvé utkal 19. září, byl nenapravitelným šachistou, těžko jej bylo vidět jinak než při hře šachů. Edge říká, že jsou častými návštěvníky vévodovy lóže italské opery v Paříži, přičemž i zde vévoda hrával. Při své první návštěvě v říjnu hráli šachy po celé představení Normy. Edge se zmiňuje o nespokojenosti Morphyho, který – ačkoli jím byl pozván – musel sedět zády k jevišti, zatímco čelil vévodovi a hraběti Isouardovi, co se s ním radil… …Dne 2. listopadu slyšeli Lazebníka sevillského, tehdy hrál Morphy svou nejslavnější hru a vévoda se opět radil s Isouardem…

 Informace nicméně zcela neodpovídají novinám La Presse, podle kterých se dne 2. listopadu 1858 žádné operní představení nekonalo; je pravděpodobnější, že Morphy hrál tuto hru o dva dny později, 4. listopadu 1858.

## Průběh
Bílý: Paul Morphy
Černý: Karl II., vévoda z Brunšviku; hrabě Isouard de Vauvenargues
Zahájení: Philidorova obrana (ECO C41)
|   | a | b | c | d | e | f | g | h |   |
| 8 | a8 černý věž · b8 černý jezdec · d8 černý dáma · e8 černý král · f8 černý střelec · g8 černý jezdec · h8 černý věž · a7 černý pěšec · b7 černý pěšec · c7 černý pěšec · f7 černý pěšec · g7 černý pěšec · h7 černý pěšec · d6 černý pěšec · e5 černý pěšec · d4 bílý pěšec · e4 bílý pěšec · g4 černý střelec · f3 bílý jezdec · a2 bílý pěšec · b2 bílý pěšec · c2 bílý pěšec · f2 bílý pěšec · g2 bílý pěšec · h2 bílý pěšec · a1 bílý věž · b1 bílý jezdec · c1 bílý střelec · d1 bílý dáma · e1 bílý král · f1 bílý střelec · h1 bílý věž | a8 černý věž · b8 černý jezdec · d8 černý dáma · e8 černý král · f8 černý střelec · g8 černý jezdec · h8 černý věž · a7 černý pěšec · b7 černý pěšec · c7 černý pěšec · f7 černý pěšec · g7 černý pěšec · h7 černý pěšec · d6 černý pěšec · e5 černý pěšec · d4 bílý pěšec · e4 bílý pěšec · g4 černý střelec · f3 bílý jezdec · a2 bílý pěšec · b2 bílý pěšec · c2 bílý pěšec · f2 bílý pěšec · g2 bílý pěšec · h2 bílý pěšec · a1 bílý věž · b1 bílý jezdec · c1 bílý střelec · d1 bílý dáma · e1 bílý král · f1 bílý střelec · h1 bílý věž | a8 černý věž · b8 černý jezdec · d8 černý dáma · e8 černý král · f8 černý střelec · g8 černý jezdec · h8 černý věž · a7 černý pěšec · b7 černý pěšec · c7 černý pěšec · f7 černý pěšec · g7 černý pěšec · h7 černý pěšec · d6 černý pěšec · e5 černý pěšec · d4 bílý pěšec · e4 bílý pěšec · g4 černý střelec · f3 bílý jezdec · a2 bílý pěšec · b2 bílý pěšec · c2 bílý pěšec · f2 bílý pěšec · g2 bílý pěšec · h2 bílý pěšec · a1 bílý věž · b1 bílý jezdec · c1 bílý střelec · d1 bílý dáma · e1 bílý král · f1 bílý střelec · h1 bílý věž | a8 černý věž · b8 černý jezdec · d8 černý dáma · e8 černý král · f8 černý střelec · g8 černý jezdec · h8 černý věž · a7 černý pěšec · b7 černý pěšec · c7 černý pěšec · f7 černý pěšec · g7 černý pěšec · h7 černý pěšec · d6 černý pěšec · e5 černý pěšec · d4 bílý pěšec · e4 bílý pěšec · g4 černý střelec · f3 bílý jezdec · a2 bílý pěšec · b2 bílý pěšec · c2 bílý pěšec · f2 bílý pěšec · g2 bílý pěšec · h2 bílý pěšec · a1 bílý věž · b1 bílý jezdec · c1 bílý střelec · d1 bílý dáma · e1 bílý král · f1 bílý střelec · h1 bílý věž | a8 černý věž · b8 černý jezdec · d8 černý dáma · e8 černý král · f8 černý střelec · g8 černý jezdec · h8 černý věž · a7 černý pěšec · b7 černý pěšec · c7 černý pěšec · f7 černý pěšec · g7 černý pěšec · h7 černý pěšec · d6 černý pěšec · e5 černý pěšec · d4 bílý pěšec · e4 bílý pěšec · g4 černý střelec · f3 bílý jezdec · a2 bílý pěšec · b2 bílý pěšec · c2 bílý pěšec · f2 bílý pěšec · g2 bílý pěšec · h2 bílý pěšec · a1 bílý věž · b1 bílý jezdec · c1 bílý střelec · d1 bílý dáma · e1 bílý král · f1 bílý střelec · h1 bílý věž | a8 černý věž · b8 černý jezdec · d8 černý dáma · e8 černý král · f8 černý střelec · g8 černý jezdec · h8 černý věž · a7 černý pěšec · b7 černý pěšec · c7 černý pěšec · f7 černý pěšec · g7 černý pěšec · h7 černý pěšec · d6 černý pěšec · e5 černý pěšec · d4 bílý pěšec · e4 bílý pěšec · g4 černý střelec · f3 bílý jezdec · a2 bílý pěšec · b2 bílý pěšec · c2 bílý pěšec · f2 bílý pěšec · g2 bílý pěšec · h2 bílý pěšec · a1 bílý věž · b1 bílý jezdec · c1 bílý střelec · d1 bílý dáma · e1 bílý král · f1 bílý střelec · h1 bílý věž | a8 černý věž · b8 černý jezdec · d8 černý dáma · e8 černý král · f8 černý střelec · g8 černý jezdec · h8 černý věž · a7 černý pěšec · b7 černý pěšec · c7 černý pěšec · f7 černý pěšec · g7 černý pěšec · h7 černý pěšec · d6 černý pěšec · e5 černý pěšec · d4 bílý pěšec · e4 bílý pěšec · g4 černý střelec · f3 bílý jezdec · a2 bílý pěšec · b2 bílý pěšec · c2 bílý pěšec · f2 bílý pěšec · g2 bílý pěšec · h2 bílý pěšec · a1 bílý věž · b1 bílý jezdec · c1 bílý střelec · d1 bílý dáma · e1 bílý král · f1 bílý střelec · h1 bílý věž | a8 černý věž · b8 černý jezdec · d8 černý dáma · e8 černý král · f8 černý střelec · g8 černý jezdec · h8 černý věž · a7 černý pěšec · b7 černý pěšec · c7 černý pěšec · f7 černý pěšec · g7 černý pěšec · h7 černý pěšec · d6 černý pěšec · e5 černý pěšec · d4 bílý pěšec · e4 bílý pěšec · g4 černý střelec · f3 bílý jezdec · a2 bílý pěšec · b2 bílý pěšec · c2 bílý pěšec · f2 bílý pěšec · g2 bílý pěšec · h2 bílý pěšec · a1 bílý věž · b1 bílý jezdec · c1 bílý střelec · d1 bílý dáma · e1 bílý král · f1 bílý střelec · h1 bílý věž | 8 |
| 7 | a8 černý věž · b8 černý jezdec · d8 černý dáma · e8 černý král · f8 černý střelec · g8 černý jezdec · h8 černý věž · a7 černý pěšec · b7 černý pěšec · c7 černý pěšec · f7 černý pěšec · g7 černý pěšec · h7 černý pěšec · d6 černý pěšec · e5 černý pěšec · d4 bílý pěšec · e4 bílý pěšec · g4 černý střelec · f3 bílý jezdec · a2 bílý pěšec · b2 bílý pěšec · c2 bílý pěšec · f2 bílý pěšec · g2 bílý pěšec · h2 bílý pěšec · a1 bílý věž · b1 bílý jezdec · c1 bílý střelec · d1 bílý dáma · e1 bílý král · f1 bílý střelec · h1 bílý věž | a8 černý věž · b8 černý jezdec · d8 černý dáma · e8 černý král · f8 černý střelec · g8 černý jezdec · h8 černý věž · a7 černý pěšec · b7 černý pěšec · c7 černý pěšec · f7 černý pěšec · g7 černý pěšec · h7 černý pěšec · d6 černý pěšec · e5 černý pěšec · d4 bílý pěšec · e4 bílý pěšec · g4 černý střelec · f3 bílý jezdec · a2 bílý pěšec · b2 bílý pěšec · c2 bílý pěšec · f2 bílý pěšec · g2 bílý pěšec · h2 bílý pěšec · a1 bílý věž · b1 bílý jezdec · c1 bílý střelec · d1 bílý dáma · e1 bílý král · f1 bílý střelec · h1 bílý věž | a8 černý věž · b8 černý jezdec · d8 černý dáma · e8 černý král · f8 černý střelec · g8 černý jezdec · h8 černý věž · a7 černý pěšec · b7 černý pěšec · c7 černý pěšec · f7 černý pěšec · g7 černý pěšec · h7 černý pěšec · d6 černý pěšec · e5 černý pěšec · d4 bílý pěšec · e4 bílý pěšec · g4 černý střelec · f3 bílý jezdec · a2 bílý pěšec · b2 bílý pěšec · c2 bílý pěšec · f2 bílý pěšec · g2 bílý pěšec · h2 bílý pěšec · a1 bílý věž · b1 bílý jezdec · c1 bílý střelec · d1 bílý dáma · e1 bílý král · f1 bílý střelec · h1 bílý věž | a8 černý věž · b8 černý jezdec · d8 černý dáma · e8 černý král · f8 černý střelec · g8 černý jezdec · h8 černý věž · a7 černý pěšec · b7 černý pěšec · c7 černý pěšec · f7 černý pěšec · g7 černý pěšec · h7 černý pěšec · d6 černý pěšec · e5 černý pěšec · d4 bílý pěšec · e4 bílý pěšec · g4 černý střelec · f3 bílý jezdec · a2 bílý pěšec · b2 bílý pěšec · c2 bílý pěšec · f2 bílý pěšec · g2 bílý pěšec · h2 bílý pěšec · a1 bílý věž · b1 bílý jezdec · c1 bílý střelec · d1 bílý dáma · e1 bílý král · f1 bílý střelec · h1 bílý věž | a8 černý věž · b8 černý jezdec · d8 černý dáma · e8 černý král · f8 černý střelec · g8 černý jezdec · h8 černý věž · a7 černý pěšec · b7 černý pěšec · c7 černý pěšec · f7 černý pěšec · g7 černý pěšec · h7 černý pěšec · d6 černý pěšec · e5 černý pěšec · d4 bílý pěšec · e4 bílý pěšec · g4 černý střelec · f3 bílý jezdec · a2 bílý pěšec · b2 bílý pěšec · c2 bílý pěšec · f2 bílý pěšec · g2 bílý pěšec · h2 bílý pěšec · a1 bílý věž · b1 bílý jezdec · c1 bílý střelec · d1 bílý dáma · e1 bílý král · f1 bílý střelec · h1 bílý věž | a8 černý věž · b8 černý jezdec · d8 černý dáma · e8 černý král · f8 černý střelec · g8 černý jezdec · h8 černý věž · a7 černý pěšec · b7 černý pěšec · c7 černý pěšec · f7 černý pěšec · g7 černý pěšec · h7 černý pěšec · d6 černý pěšec · e5 černý pěšec · d4 bílý pěšec · e4 bílý pěšec · g4 černý střelec · f3 bílý jezdec · a2 bílý pěšec · b2 bílý pěšec · c2 bílý pěšec · f2 bílý pěšec · g2 bílý pěšec · h2 bílý pěšec · a1 bílý věž · b1 bílý jezdec · c1 bílý střelec · d1 bílý dáma · e1 bílý král · f1 bílý střelec · h1 bílý věž | a8 černý věž · b8 černý jezdec · d8 černý dáma · e8 černý král · f8 černý střelec · g8 černý jezdec · h8 černý věž · a7 černý pěšec · b7 černý pěšec · c7 černý pěšec · f7 černý pěšec · g7 černý pěšec · h7 černý pěšec · d6 černý pěšec · e5 černý pěšec · d4 bílý pěšec · e4 bílý pěšec · g4 černý střelec · f3 bílý jezdec · a2 bílý pěšec · b2 bílý pěšec · c2 bílý pěšec · f2 bílý pěšec · g2 bílý pěšec · h2 bílý pěšec · a1 bílý věž · b1 bílý jezdec · c1 bílý střelec · d1 bílý dáma · e1 bílý král · f1 bílý střelec · h1 bílý věž | a8 černý věž · b8 černý jezdec · d8 černý dáma · e8 černý král · f8 černý střelec · g8 černý jezdec · h8 černý věž · a7 černý pěšec · b7 černý pěšec · c7 černý pěšec · f7 černý pěšec · g7 černý pěšec · h7 černý pěšec · d6 černý pěšec · e5 černý pěšec · d4 bílý pěšec · e4 bílý pěšec · g4 černý střelec · f3 bílý jezdec · a2 bílý pěšec · b2 bílý pěšec · c2 bílý pěšec · f2 bílý pěšec · g2 bílý pěšec · h2 bílý pěšec · a1 bílý věž · b1 bílý jezdec · c1 bílý střelec · d1 bílý dáma · e1 bílý král · f1 bílý střelec · h1 bílý věž | 7 |
| 6 | a8 černý věž · b8 černý jezdec · d8 černý dáma · e8 černý král · f8 černý střelec · g8 černý jezdec · h8 černý věž · a7 černý pěšec · b7 černý pěšec · c7 černý pěšec · f7 černý pěšec · g7 černý pěšec · h7 černý pěšec · d6 černý pěšec · e5 černý pěšec · d4 bílý pěšec · e4 bílý pěšec · g4 černý střelec · f3 bílý jezdec · a2 bílý pěšec · b2 bílý pěšec · c2 bílý pěšec · f2 bílý pěšec · g2 bílý pěšec · h2 bílý pěšec · a1 bílý věž · b1 bílý jezdec · c1 bílý střelec · d1 bílý dáma · e1 bílý král · f1 bílý střelec · h1 bílý věž | a8 černý věž · b8 černý jezdec · d8 černý dáma · e8 černý král · f8 černý střelec · g8 černý jezdec · h8 černý věž · a7 černý pěšec · b7 černý pěšec · c7 černý pěšec · f7 černý pěšec · g7 černý pěšec · h7 černý pěšec · d6 černý pěšec · e5 černý pěšec · d4 bílý pěšec · e4 bílý pěšec · g4 černý střelec · f3 bílý jezdec · a2 bílý pěšec · b2 bílý pěšec · c2 bílý pěšec · f2 bílý pěšec · g2 bílý pěšec · h2 bílý pěšec · a1 bílý věž · b1 bílý jezdec · c1 bílý střelec · d1 bílý dáma · e1 bílý král · f1 bílý střelec · h1 bílý věž | a8 černý věž · b8 černý jezdec · d8 černý dáma · e8 černý král · f8 černý střelec · g8 černý jezdec · h8 černý věž · a7 černý pěšec · b7 černý pěšec · c7 černý pěšec · f7 černý pěšec · g7 černý pěšec · h7 černý pěšec · d6 černý pěšec · e5 černý pěšec · d4 bílý pěšec · e4 bílý pěšec · g4 černý střelec · f3 bílý jezdec · a2 bílý pěšec · b2 bílý pěšec · c2 bílý pěšec · f2 bílý pěšec · g2 bílý pěšec · h2 bílý pěšec · a1 bílý věž · b1 bílý jezdec · c1 bílý střelec · d1 bílý dáma · e1 bílý král · f1 bílý střelec · h1 bílý věž | a8 černý věž · b8 černý jezdec · d8 černý dáma · e8 černý král · f8 černý střelec · g8 černý jezdec · h8 černý věž · a7 černý pěšec · b7 černý pěšec · c7 černý pěšec · f7 černý pěšec · g7 černý pěšec · h7 černý pěšec · d6 černý pěšec · e5 černý pěšec · d4 bílý pěšec · e4 bílý pěšec · g4 černý střelec · f3 bílý jezdec · a2 bílý pěšec · b2 bílý pěšec · c2 bílý pěšec · f2 bílý pěšec · g2 bílý pěšec · h2 bílý pěšec · a1 bílý věž · b1 bílý jezdec · c1 bílý střelec · d1 bílý dáma · e1 bílý král · f1 bílý střelec · h1 bílý věž | a8 černý věž · b8 černý jezdec · d8 černý dáma · e8 černý král · f8 černý střelec · g8 černý jezdec · h8 černý věž · a7 černý pěšec · b7 černý pěšec · c7 černý pěšec · f7 černý pěšec · g7 černý pěšec · h7 černý pěšec · d6 černý pěšec · e5 černý pěšec · d4 bílý pěšec · e4 bílý pěšec · g4 černý střelec · f3 bílý jezdec · a2 bílý pěšec · b2 bílý pěšec · c2 bílý pěšec · f2 bílý pěšec · g2 bílý pěšec · h2 bílý pěšec · a1 bílý věž · b1 bílý jezdec · c1 bílý střelec · d1 bílý dáma · e1 bílý král · f1 bílý střelec · h1 bílý věž | a8 černý věž · b8 černý jezdec · d8 černý dáma · e8 černý král · f8 černý střelec · g8 černý jezdec · h8 černý věž · a7 černý pěšec · b7 černý pěšec · c7 černý pěšec · f7 černý pěšec · g7 černý pěšec · h7 černý pěšec · d6 černý pěšec · e5 černý pěšec · d4 bílý pěšec · e4 bílý pěšec · g4 černý střelec · f3 bílý jezdec · a2 bílý pěšec · b2 bílý pěšec · c2 bílý pěšec · f2 bílý pěšec · g2 bílý pěšec · h2 bílý pěšec · a1 bílý věž · b1 bílý jezdec · c1 bílý střelec · d1 bílý dáma · e1 bílý král · f1 bílý střelec · h1 bílý věž | a8 černý věž · b8 černý jezdec · d8 černý dáma · e8 černý král · f8 černý střelec · g8 černý jezdec · h8 černý věž · a7 černý pěšec · b7 černý pěšec · c7 černý pěšec · f7 černý pěšec · g7 černý pěšec · h7 černý pěšec · d6 černý pěšec · e5 černý pěšec · d4 bílý pěšec · e4 bílý pěšec · g4 černý střelec · f3 bílý jezdec · a2 bílý pěšec · b2 bílý pěšec · c2 bílý pěšec · f2 bílý pěšec · g2 bílý pěšec · h2 bílý pěšec · a1 bílý věž · b1 bílý jezdec · c1 bílý střelec · d1 bílý dáma · e1 bílý král · f1 bílý střelec · h1 bílý věž | a8 černý věž · b8 černý jezdec · d8 černý dáma · e8 černý král · f8 černý střelec · g8 černý jezdec · h8 černý věž · a7 černý pěšec · b7 černý pěšec · c7 černý pěšec · f7 černý pěšec · g7 černý pěšec · h7 černý pěšec · d6 černý pěšec · e5 černý pěšec · d4 bílý pěšec · e4 bílý pěšec · g4 černý střelec · f3 bílý jezdec · a2 bílý pěšec · b2 bílý pěšec · c2 bílý pěšec · f2 bílý pěšec · g2 bílý pěšec · h2 bílý pěšec · a1 bílý věž · b1 bílý jezdec · c1 bílý střelec · d1 bílý dáma · e1 bílý král · f1 bílý střelec · h1 bílý věž | 6 |
| 5 | a8 černý věž · b8 černý jezdec · d8 černý dáma · e8 černý král · f8 černý střelec · g8 černý jezdec · h8 černý věž · a7 černý pěšec · b7 černý pěšec · c7 černý pěšec · f7 černý pěšec · g7 černý pěšec · h7 černý pěšec · d6 černý pěšec · e5 černý pěšec · d4 bílý pěšec · e4 bílý pěšec · g4 černý střelec · f3 bílý jezdec · a2 bílý pěšec · b2 bílý pěšec · c2 bílý pěšec · f2 bílý pěšec · g2 bílý pěšec · h2 bílý pěšec · a1 bílý věž · b1 bílý jezdec · c1 bílý střelec · d1 bílý dáma · e1 bílý král · f1 bílý střelec · h1 bílý věž | a8 černý věž · b8 černý jezdec · d8 černý dáma · e8 černý král · f8 černý střelec · g8 černý jezdec · h8 černý věž · a7 černý pěšec · b7 černý pěšec · c7 černý pěšec · f7 černý pěšec · g7 černý pěšec · h7 černý pěšec · d6 černý pěšec · e5 černý pěšec · d4 bílý pěšec · e4 bílý pěšec · g4 černý střelec · f3 bílý jezdec · a2 bílý pěšec · b2 bílý pěšec · c2 bílý pěšec · f2 bílý pěšec · g2 bílý pěšec · h2 bílý pěšec · a1 bílý věž · b1 bílý jezdec · c1 bílý střelec · d1 bílý dáma · e1 bílý král · f1 bílý střelec · h1 bílý věž | a8 černý věž · b8 černý jezdec · d8 černý dáma · e8 černý král · f8 černý střelec · g8 černý jezdec · h8 černý věž · a7 černý pěšec · b7 černý pěšec · c7 černý pěšec · f7 černý pěšec · g7 černý pěšec · h7 černý pěšec · d6 černý pěšec · e5 černý pěšec · d4 bílý pěšec · e4 bílý pěšec · g4 černý střelec · f3 bílý jezdec · a2 bílý pěšec · b2 bílý pěšec · c2 bílý pěšec · f2 bílý pěšec · g2 bílý pěšec · h2 bílý pěšec · a1 bílý věž · b1 bílý jezdec · c1 bílý střelec · d1 bílý dáma · e1 bílý král · f1 bílý střelec · h1 bílý věž | a8 černý věž · b8 černý jezdec · d8 černý dáma · e8 černý král · f8 černý střelec · g8 černý jezdec · h8 černý věž · a7 černý pěšec · b7 černý pěšec · c7 černý pěšec · f7 černý pěšec · g7 černý pěšec · h7 černý pěšec · d6 černý pěšec · e5 černý pěšec · d4 bílý pěšec · e4 bílý pěšec · g4 černý střelec · f3 bílý jezdec · a2 bílý pěšec · b2 bílý pěšec · c2 bílý pěšec · f2 bílý pěšec · g2 bílý pěšec · h2 bílý pěšec · a1 bílý věž · b1 bílý jezdec · c1 bílý střelec · d1 bílý dáma · e1 bílý král · f1 bílý střelec · h1 bílý věž | a8 černý věž · b8 černý jezdec · d8 černý dáma · e8 černý král · f8 černý střelec · g8 černý jezdec · h8 černý věž · a7 černý pěšec · b7 černý pěšec · c7 černý pěšec · f7 černý pěšec · g7 černý pěšec · h7 černý pěšec · d6 černý pěšec · e5 černý pěšec · d4 bílý pěšec · e4 bílý pěšec · g4 černý střelec · f3 bílý jezdec · a2 bílý pěšec · b2 bílý pěšec · c2 bílý pěšec · f2 bílý pěšec · g2 bílý pěšec · h2 bílý pěšec · a1 bílý věž · b1 bílý jezdec · c1 bílý střelec · d1 bílý dáma · e1 bílý král · f1 bílý střelec · h1 bílý věž | a8 černý věž · b8 černý jezdec · d8 černý dáma · e8 černý král · f8 černý střelec · g8 černý jezdec · h8 černý věž · a7 černý pěšec · b7 černý pěšec · c7 černý pěšec · f7 černý pěšec · g7 černý pěšec · h7 černý pěšec · d6 černý pěšec · e5 černý pěšec · d4 bílý pěšec · e4 bílý pěšec · g4 černý střelec · f3 bílý jezdec · a2 bílý pěšec · b2 bílý pěšec · c2 bílý pěšec · f2 bílý pěšec · g2 bílý pěšec · h2 bílý pěšec · a1 bílý věž · b1 bílý jezdec · c1 bílý střelec · d1 bílý dáma · e1 bílý král · f1 bílý střelec · h1 bílý věž | a8 černý věž · b8 černý jezdec · d8 černý dáma · e8 černý král · f8 černý střelec · g8 černý jezdec · h8 černý věž · a7 černý pěšec · b7 černý pěšec · c7 černý pěšec · f7 černý pěšec · g7 černý pěšec · h7 černý pěšec · d6 černý pěšec · e5 černý pěšec · d4 bílý pěšec · e4 bílý pěšec · g4 černý střelec · f3 bílý jezdec · a2 bílý pěšec · b2 bílý pěšec · c2 bílý pěšec · f2 bílý pěšec · g2 bílý pěšec · h2 bílý pěšec · a1 bílý věž · b1 bílý jezdec · c1 bílý střelec · d1 bílý dáma · e1 bílý král · f1 bílý střelec · h1 bílý věž | a8 černý věž · b8 černý jezdec · d8 černý dáma · e8 černý král · f8 černý střelec · g8 černý jezdec · h8 černý věž · a7 černý pěšec · b7 černý pěšec · c7 černý pěšec · f7 černý pěšec · g7 černý pěšec · h7 černý pěšec · d6 černý pěšec · e5 černý pěšec · d4 bílý pěšec · e4 bílý pěšec · g4 černý střelec · f3 bílý jezdec · a2 bílý pěšec · b2 bílý pěšec · c2 bílý pěšec · f2 bílý pěšec · g2 bílý pěšec · h2 bílý pěšec · a1 bílý věž · b1 bílý jezdec · c1 bílý střelec · d1 bílý dáma · e1 bílý král · f1 bílý střelec · h1 bílý věž | 5 |
| 4 | a8 černý věž · b8 černý jezdec · d8 černý dáma · e8 černý král · f8 černý střelec · g8 černý jezdec · h8 černý věž · a7 černý pěšec · b7 černý pěšec · c7 černý pěšec · f7 černý pěšec · g7 černý pěšec · h7 černý pěšec · d6 černý pěšec · e5 černý pěšec · d4 bílý pěšec · e4 bílý pěšec · g4 černý střelec · f3 bílý jezdec · a2 bílý pěšec · b2 bílý pěšec · c2 bílý pěšec · f2 bílý pěšec · g2 bílý pěšec · h2 bílý pěšec · a1 bílý věž · b1 bílý jezdec · c1 bílý střelec · d1 bílý dáma · e1 bílý král · f1 bílý střelec · h1 bílý věž | a8 černý věž · b8 černý jezdec · d8 černý dáma · e8 černý král · f8 černý střelec · g8 černý jezdec · h8 černý věž · a7 černý pěšec · b7 černý pěšec · c7 černý pěšec · f7 černý pěšec · g7 černý pěšec · h7 černý pěšec · d6 černý pěšec · e5 černý pěšec · d4 bílý pěšec · e4 bílý pěšec · g4 černý střelec · f3 bílý jezdec · a2 bílý pěšec · b2 bílý pěšec · c2 bílý pěšec · f2 bílý pěšec · g2 bílý pěšec · h2 bílý pěšec · a1 bílý věž · b1 bílý jezdec · c1 bílý střelec · d1 bílý dáma · e1 bílý král · f1 bílý střelec · h1 bílý věž | a8 černý věž · b8 černý jezdec · d8 černý dáma · e8 černý král · f8 černý střelec · g8 černý jezdec · h8 černý věž · a7 černý pěšec · b7 černý pěšec · c7 černý pěšec · f7 černý pěšec · g7 černý pěšec · h7 černý pěšec · d6 černý pěšec · e5 černý pěšec · d4 bílý pěšec · e4 bílý pěšec · g4 černý střelec · f3 bílý jezdec · a2 bílý pěšec · b2 bílý pěšec · c2 bílý pěšec · f2 bílý pěšec · g2 bílý pěšec · h2 bílý pěšec · a1 bílý věž · b1 bílý jezdec · c1 bílý střelec · d1 bílý dáma · e1 bílý král · f1 bílý střelec · h1 bílý věž | a8 černý věž · b8 černý jezdec · d8 černý dáma · e8 černý král · f8 černý střelec · g8 černý jezdec · h8 černý věž · a7 černý pěšec · b7 černý pěšec · c7 černý pěšec · f7 černý pěšec · g7 černý pěšec · h7 černý pěšec · d6 černý pěšec · e5 černý pěšec · d4 bílý pěšec · e4 bílý pěšec · g4 černý střelec · f3 bílý jezdec · a2 bílý pěšec · b2 bílý pěšec · c2 bílý pěšec · f2 bílý pěšec · g2 bílý pěšec · h2 bílý pěšec · a1 bílý věž · b1 bílý jezdec · c1 bílý střelec · d1 bílý dáma · e1 bílý král · f1 bílý střelec · h1 bílý věž | a8 černý věž · b8 černý jezdec · d8 černý dáma · e8 černý král · f8 černý střelec · g8 černý jezdec · h8 černý věž · a7 černý pěšec · b7 černý pěšec · c7 černý pěšec · f7 černý pěšec · g7 černý pěšec · h7 černý pěšec · d6 černý pěšec · e5 černý pěšec · d4 bílý pěšec · e4 bílý pěšec · g4 černý střelec · f3 bílý jezdec · a2 bílý pěšec · b2 bílý pěšec · c2 bílý pěšec · f2 bílý pěšec · g2 bílý pěšec · h2 bílý pěšec · a1 bílý věž · b1 bílý jezdec · c1 bílý střelec · d1 bílý dáma · e1 bílý král · f1 bílý střelec · h1 bílý věž | a8 černý věž · b8 černý jezdec · d8 černý dáma · e8 černý král · f8 černý střelec · g8 černý jezdec · h8 černý věž · a7 černý pěšec · b7 černý pěšec · c7 černý pěšec · f7 černý pěšec · g7 černý pěšec · h7 černý pěšec · d6 černý pěšec · e5 černý pěšec · d4 bílý pěšec · e4 bílý pěšec · g4 černý střelec · f3 bílý jezdec · a2 bílý pěšec · b2 bílý pěšec · c2 bílý pěšec · f2 bílý pěšec · g2 bílý pěšec · h2 bílý pěšec · a1 bílý věž · b1 bílý jezdec · c1 bílý střelec · d1 bílý dáma · e1 bílý král · f1 bílý střelec · h1 bílý věž | a8 černý věž · b8 černý jezdec · d8 černý dáma · e8 černý král · f8 černý střelec · g8 černý jezdec · h8 černý věž · a7 černý pěšec · b7 černý pěšec · c7 černý pěšec · f7 černý pěšec · g7 černý pěšec · h7 černý pěšec · d6 černý pěšec · e5 černý pěšec · d4 bílý pěšec · e4 bílý pěšec · g4 černý střelec · f3 bílý jezdec · a2 bílý pěšec · b2 bílý pěšec · c2 bílý pěšec · f2 bílý pěšec · g2 bílý pěšec · h2 bílý pěšec · a1 bílý věž · b1 bílý jezdec · c1 bílý střelec · d1 bílý dáma · e1 bílý král · f1 bílý střelec · h1 bílý věž | a8 černý věž · b8 černý jezdec · d8 černý dáma · e8 černý král · f8 černý střelec · g8 černý jezdec · h8 černý věž · a7 černý pěšec · b7 černý pěšec · c7 černý pěšec · f7 černý pěšec · g7 černý pěšec · h7 černý pěšec · d6 černý pěšec · e5 černý pěšec · d4 bílý pěšec · e4 bílý pěšec · g4 černý střelec · f3 bílý jezdec · a2 bílý pěšec · b2 bílý pěšec · c2 bílý pěšec · f2 bílý pěšec · g2 bílý pěšec · h2 bílý pěšec · a1 bílý věž · b1 bílý jezdec · c1 bílý střelec · d1 bílý dáma · e1 bílý král · f1 bílý střelec · h1 bílý věž | 4 |
| 3 | a8 černý věž · b8 černý jezdec · d8 černý dáma · e8 černý král · f8 černý střelec · g8 černý jezdec · h8 černý věž · a7 černý pěšec · b7 černý pěšec · c7 černý pěšec · f7 černý pěšec · g7 černý pěšec · h7 černý pěšec · d6 černý pěšec · e5 černý pěšec · d4 bílý pěšec · e4 bílý pěšec · g4 černý střelec · f3 bílý jezdec · a2 bílý pěšec · b2 bílý pěšec · c2 bílý pěšec · f2 bílý pěšec · g2 bílý pěšec · h2 bílý pěšec · a1 bílý věž · b1 bílý jezdec · c1 bílý střelec · d1 bílý dáma · e1 bílý král · f1 bílý střelec · h1 bílý věž | a8 černý věž · b8 černý jezdec · d8 černý dáma · e8 černý král · f8 černý střelec · g8 černý jezdec · h8 černý věž · a7 černý pěšec · b7 černý pěšec · c7 černý pěšec · f7 černý pěšec · g7 černý pěšec · h7 černý pěšec · d6 černý pěšec · e5 černý pěšec · d4 bílý pěšec · e4 bílý pěšec · g4 černý střelec · f3 bílý jezdec · a2 bílý pěšec · b2 bílý pěšec · c2 bílý pěšec · f2 bílý pěšec · g2 bílý pěšec · h2 bílý pěšec · a1 bílý věž · b1 bílý jezdec · c1 bílý střelec · d1 bílý dáma · e1 bílý král · f1 bílý střelec · h1 bílý věž | a8 černý věž · b8 černý jezdec · d8 černý dáma · e8 černý král · f8 černý střelec · g8 černý jezdec · h8 černý věž · a7 černý pěšec · b7 černý pěšec · c7 černý pěšec · f7 černý pěšec · g7 černý pěšec · h7 černý pěšec · d6 černý pěšec · e5 černý pěšec · d4 bílý pěšec · e4 bílý pěšec · g4 černý střelec · f3 bílý jezdec · a2 bílý pěšec · b2 bílý pěšec · c2 bílý pěšec · f2 bílý pěšec · g2 bílý pěšec · h2 bílý pěšec · a1 bílý věž · b1 bílý jezdec · c1 bílý střelec · d1 bílý dáma · e1 bílý král · f1 bílý střelec · h1 bílý věž | a8 černý věž · b8 černý jezdec · d8 černý dáma · e8 černý král · f8 černý střelec · g8 černý jezdec · h8 černý věž · a7 černý pěšec · b7 černý pěšec · c7 černý pěšec · f7 černý pěšec · g7 černý pěšec · h7 černý pěšec · d6 černý pěšec · e5 černý pěšec · d4 bílý pěšec · e4 bílý pěšec · g4 černý střelec · f3 bílý jezdec · a2 bílý pěšec · b2 bílý pěšec · c2 bílý pěšec · f2 bílý pěšec · g2 bílý pěšec · h2 bílý pěšec · a1 bílý věž · b1 bílý jezdec · c1 bílý střelec · d1 bílý dáma · e1 bílý král · f1 bílý střelec · h1 bílý věž | a8 černý věž · b8 černý jezdec · d8 černý dáma · e8 černý král · f8 černý střelec · g8 černý jezdec · h8 černý věž · a7 černý pěšec · b7 černý pěšec · c7 černý pěšec · f7 černý pěšec · g7 černý pěšec · h7 černý pěšec · d6 černý pěšec · e5 černý pěšec · d4 bílý pěšec · e4 bílý pěšec · g4 černý střelec · f3 bílý jezdec · a2 bílý pěšec · b2 bílý pěšec · c2 bílý pěšec · f2 bílý pěšec · g2 bílý pěšec · h2 bílý pěšec · a1 bílý věž · b1 bílý jezdec · c1 bílý střelec · d1 bílý dáma · e1 bílý král · f1 bílý střelec · h1 bílý věž | a8 černý věž · b8 černý jezdec · d8 černý dáma · e8 černý král · f8 černý střelec · g8 černý jezdec · h8 černý věž · a7 černý pěšec · b7 černý pěšec · c7 černý pěšec · f7 černý pěšec · g7 černý pěšec · h7 černý pěšec · d6 černý pěšec · e5 černý pěšec · d4 bílý pěšec · e4 bílý pěšec · g4 černý střelec · f3 bílý jezdec · a2 bílý pěšec · b2 bílý pěšec · c2 bílý pěšec · f2 bílý pěšec · g2 bílý pěšec · h2 bílý pěšec · a1 bílý věž · b1 bílý jezdec · c1 bílý střelec · d1 bílý dáma · e1 bílý král · f1 bílý střelec · h1 bílý věž | a8 černý věž · b8 černý jezdec · d8 černý dáma · e8 černý král · f8 černý střelec · g8 černý jezdec · h8 černý věž · a7 černý pěšec · b7 černý pěšec · c7 černý pěšec · f7 černý pěšec · g7 černý pěšec · h7 černý pěšec · d6 černý pěšec · e5 černý pěšec · d4 bílý pěšec · e4 bílý pěšec · g4 černý střelec · f3 bílý jezdec · a2 bílý pěšec · b2 bílý pěšec · c2 bílý pěšec · f2 bílý pěšec · g2 bílý pěšec · h2 bílý pěšec · a1 bílý věž · b1 bílý jezdec · c1 bílý střelec · d1 bílý dáma · e1 bílý král · f1 bílý střelec · h1 bílý věž | a8 černý věž · b8 černý jezdec · d8 černý dáma · e8 černý král · f8 černý střelec · g8 černý jezdec · h8 černý věž · a7 černý pěšec · b7 černý pěšec · c7 černý pěšec · f7 černý pěšec · g7 černý pěšec · h7 černý pěšec · d6 černý pěšec · e5 černý pěšec · d4 bílý pěšec · e4 bílý pěšec · g4 černý střelec · f3 bílý jezdec · a2 bílý pěšec · b2 bílý pěšec · c2 bílý pěšec · f2 bílý pěšec · g2 bílý pěšec · h2 bílý pěšec · a1 bílý věž · b1 bílý jezdec · c1 bílý střelec · d1 bílý dáma · e1 bílý král · f1 bílý střelec · h1 bílý věž | 3 |
| 2 | a8 černý věž · b8 černý jezdec · d8 černý dáma · e8 černý král · f8 černý střelec · g8 černý jezdec · h8 černý věž · a7 černý pěšec · b7 černý pěšec · c7 černý pěšec · f7 černý pěšec · g7 černý pěšec · h7 černý pěšec · d6 černý pěšec · e5 černý pěšec · d4 bílý pěšec · e4 bílý pěšec · g4 černý střelec · f3 bílý jezdec · a2 bílý pěšec · b2 bílý pěšec · c2 bílý pěšec · f2 bílý pěšec · g2 bílý pěšec · h2 bílý pěšec · a1 bílý věž · b1 bílý jezdec · c1 bílý střelec · d1 bílý dáma · e1 bílý král · f1 bílý střelec · h1 bílý věž | a8 černý věž · b8 černý jezdec · d8 černý dáma · e8 černý král · f8 černý střelec · g8 černý jezdec · h8 černý věž · a7 černý pěšec · b7 černý pěšec · c7 černý pěšec · f7 černý pěšec · g7 černý pěšec · h7 černý pěšec · d6 černý pěšec · e5 černý pěšec · d4 bílý pěšec · e4 bílý pěšec · g4 černý střelec · f3 bílý jezdec · a2 bílý pěšec · b2 bílý pěšec · c2 bílý pěšec · f2 bílý pěšec · g2 bílý pěšec · h2 bílý pěšec · a1 bílý věž · b1 bílý jezdec · c1 bílý střelec · d1 bílý dáma · e1 bílý král · f1 bílý střelec · h1 bílý věž | a8 černý věž · b8 černý jezdec · d8 černý dáma · e8 černý král · f8 černý střelec · g8 černý jezdec · h8 černý věž · a7 černý pěšec · b7 černý pěšec · c7 černý pěšec · f7 černý pěšec · g7 černý pěšec · h7 černý pěšec · d6 černý pěšec · e5 černý pěšec · d4 bílý pěšec · e4 bílý pěšec · g4 černý střelec · f3 bílý jezdec · a2 bílý pěšec · b2 bílý pěšec · c2 bílý pěšec · f2 bílý pěšec · g2 bílý pěšec · h2 bílý pěšec · a1 bílý věž · b1 bílý jezdec · c1 bílý střelec · d1 bílý dáma · e1 bílý král · f1 bílý střelec · h1 bílý věž | a8 černý věž · b8 černý jezdec · d8 černý dáma · e8 černý král · f8 černý střelec · g8 černý jezdec · h8 černý věž · a7 černý pěšec · b7 černý pěšec · c7 černý pěšec · f7 černý pěšec · g7 černý pěšec · h7 černý pěšec · d6 černý pěšec · e5 černý pěšec · d4 bílý pěšec · e4 bílý pěšec · g4 černý střelec · f3 bílý jezdec · a2 bílý pěšec · b2 bílý pěšec · c2 bílý pěšec · f2 bílý pěšec · g2 bílý pěšec · h2 bílý pěšec · a1 bílý věž · b1 bílý jezdec · c1 bílý střelec · d1 bílý dáma · e1 bílý král · f1 bílý střelec · h1 bílý věž | a8 černý věž · b8 černý jezdec · d8 černý dáma · e8 černý král · f8 černý střelec · g8 černý jezdec · h8 černý věž · a7 černý pěšec · b7 černý pěšec · c7 černý pěšec · f7 černý pěšec · g7 černý pěšec · h7 černý pěšec · d6 černý pěšec · e5 černý pěšec · d4 bílý pěšec · e4 bílý pěšec · g4 černý střelec · f3 bílý jezdec · a2 bílý pěšec · b2 bílý pěšec · c2 bílý pěšec · f2 bílý pěšec · g2 bílý pěšec · h2 bílý pěšec · a1 bílý věž · b1 bílý jezdec · c1 bílý střelec · d1 bílý dáma · e1 bílý král · f1 bílý střelec · h1 bílý věž | a8 černý věž · b8 černý jezdec · d8 černý dáma · e8 černý král · f8 černý střelec · g8 černý jezdec · h8 černý věž · a7 černý pěšec · b7 černý pěšec · c7 černý pěšec · f7 černý pěšec · g7 černý pěšec · h7 černý pěšec · d6 černý pěšec · e5 černý pěšec · d4 bílý pěšec · e4 bílý pěšec · g4 černý střelec · f3 bílý jezdec · a2 bílý pěšec · b2 bílý pěšec · c2 bílý pěšec · f2 bílý pěšec · g2 bílý pěšec · h2 bílý pěšec · a1 bílý věž · b1 bílý jezdec · c1 bílý střelec · d1 bílý dáma · e1 bílý král · f1 bílý střelec · h1 bílý věž | a8 černý věž · b8 černý jezdec · d8 černý dáma · e8 černý král · f8 černý střelec · g8 černý jezdec · h8 černý věž · a7 černý pěšec · b7 černý pěšec · c7 černý pěšec · f7 černý pěšec · g7 černý pěšec · h7 černý pěšec · d6 černý pěšec · e5 černý pěšec · d4 bílý pěšec · e4 bílý pěšec · g4 černý střelec · f3 bílý jezdec · a2 bílý pěšec · b2 bílý pěšec · c2 bílý pěšec · f2 bílý pěšec · g2 bílý pěšec · h2 bílý pěšec · a1 bílý věž · b1 bílý jezdec · c1 bílý střelec · d1 bílý dáma · e1 bílý král · f1 bílý střelec · h1 bílý věž | a8 černý věž · b8 černý jezdec · d8 černý dáma · e8 černý král · f8 černý střelec · g8 černý jezdec · h8 černý věž · a7 černý pěšec · b7 černý pěšec · c7 černý pěšec · f7 černý pěšec · g7 černý pěšec · h7 černý pěšec · d6 černý pěšec · e5 černý pěšec · d4 bílý pěšec · e4 bílý pěšec · g4 černý střelec · f3 bílý jezdec · a2 bílý pěšec · b2 bílý pěšec · c2 bílý pěšec · f2 bílý pěšec · g2 bílý pěšec · h2 bílý pěšec · a1 bílý věž · b1 bílý jezdec · c1 bílý střelec · d1 bílý dáma · e1 bílý král · f1 bílý střelec · h1 bílý věž | 2 |
| 1 | a8 černý věž · b8 černý jezdec · d8 černý dáma · e8 černý král · f8 černý střelec · g8 černý jezdec · h8 černý věž · a7 černý pěšec · b7 černý pěšec · c7 černý pěšec · f7 černý pěšec · g7 černý pěšec · h7 černý pěšec · d6 černý pěšec · e5 černý pěšec · d4 bílý pěšec · e4 bílý pěšec · g4 černý střelec · f3 bílý jezdec · a2 bílý pěšec · b2 bílý pěšec · c2 bílý pěšec · f2 bílý pěšec · g2 bílý pěšec · h2 bílý pěšec · a1 bílý věž · b1 bílý jezdec · c1 bílý střelec · d1 bílý dáma · e1 bílý král · f1 bílý střelec · h1 bílý věž | a8 černý věž · b8 černý jezdec · d8 černý dáma · e8 černý král · f8 černý střelec · g8 černý jezdec · h8 černý věž · a7 černý pěšec · b7 černý pěšec · c7 černý pěšec · f7 černý pěšec · g7 černý pěšec · h7 černý pěšec · d6 černý pěšec · e5 černý pěšec · d4 bílý pěšec · e4 bílý pěšec · g4 černý střelec · f3 bílý jezdec · a2 bílý pěšec · b2 bílý pěšec · c2 bílý pěšec · f2 bílý pěšec · g2 bílý pěšec · h2 bílý pěšec · a1 bílý věž · b1 bílý jezdec · c1 bílý střelec · d1 bílý dáma · e1 bílý král · f1 bílý střelec · h1 bílý věž | a8 černý věž · b8 černý jezdec · d8 černý dáma · e8 černý král · f8 černý střelec · g8 černý jezdec · h8 černý věž · a7 černý pěšec · b7 černý pěšec · c7 černý pěšec · f7 černý pěšec · g7 černý pěšec · h7 černý pěšec · d6 černý pěšec · e5 černý pěšec · d4 bílý pěšec · e4 bílý pěšec · g4 černý střelec · f3 bílý jezdec · a2 bílý pěšec · b2 bílý pěšec · c2 bílý pěšec · f2 bílý pěšec · g2 bílý pěšec · h2 bílý pěšec · a1 bílý věž · b1 bílý jezdec · c1 bílý střelec · d1 bílý dáma · e1 bílý král · f1 bílý střelec · h1 bílý věž | a8 černý věž · b8 černý jezdec · d8 černý dáma · e8 černý král · f8 černý střelec · g8 černý jezdec · h8 černý věž · a7 černý pěšec · b7 černý pěšec · c7 černý pěšec · f7 černý pěšec · g7 černý pěšec · h7 černý pěšec · d6 černý pěšec · e5 černý pěšec · d4 bílý pěšec · e4 bílý pěšec · g4 černý střelec · f3 bílý jezdec · a2 bílý pěšec · b2 bílý pěšec · c2 bílý pěšec · f2 bílý pěšec · g2 bílý pěšec · h2 bílý pěšec · a1 bílý věž · b1 bílý jezdec · c1 bílý střelec · d1 bílý dáma · e1 bílý král · f1 bílý střelec · h1 bílý věž | a8 černý věž · b8 černý jezdec · d8 černý dáma · e8 černý král · f8 černý střelec · g8 černý jezdec · h8 černý věž · a7 černý pěšec · b7 černý pěšec · c7 černý pěšec · f7 černý pěšec · g7 černý pěšec · h7 černý pěšec · d6 černý pěšec · e5 černý pěšec · d4 bílý pěšec · e4 bílý pěšec · g4 černý střelec · f3 bílý jezdec · a2 bílý pěšec · b2 bílý pěšec · c2 bílý pěšec · f2 bílý pěšec · g2 bílý pěšec · h2 bílý pěšec · a1 bílý věž · b1 bílý jezdec · c1 bílý střelec · d1 bílý dáma · e1 bílý král · f1 bílý střelec · h1 bílý věž | a8 černý věž · b8 černý jezdec · d8 černý dáma · e8 černý král · f8 černý střelec · g8 černý jezdec · h8 černý věž · a7 černý pěšec · b7 černý pěšec · c7 černý pěšec · f7 černý pěšec · g7 černý pěšec · h7 černý pěšec · d6 černý pěšec · e5 černý pěšec · d4 bílý pěšec · e4 bílý pěšec · g4 černý střelec · f3 bílý jezdec · a2 bílý pěšec · b2 bílý pěšec · c2 bílý pěšec · f2 bílý pěšec · g2 bílý pěšec · h2 bílý pěšec · a1 bílý věž · b1 bílý jezdec · c1 bílý střelec · d1 bílý dáma · e1 bílý král · f1 bílý střelec · h1 bílý věž | a8 černý věž · b8 černý jezdec · d8 černý dáma · e8 černý král · f8 černý střelec · g8 černý jezdec · h8 černý věž · a7 černý pěšec · b7 černý pěšec · c7 černý pěšec · f7 černý pěšec · g7 černý pěšec · h7 černý pěšec · d6 černý pěšec · e5 černý pěšec · d4 bílý pěšec · e4 bílý pěšec · g4 černý střelec · f3 bílý jezdec · a2 bílý pěšec · b2 bílý pěšec · c2 bílý pěšec · f2 bílý pěšec · g2 bílý pěšec · h2 bílý pěšec · a1 bílý věž · b1 bílý jezdec · c1 bílý střelec · d1 bílý dáma · e1 bílý král · f1 bílý střelec · h1 bílý věž | a8 černý věž · b8 černý jezdec · d8 černý dáma · e8 černý král · f8 černý střelec · g8 černý jezdec · h8 černý věž · a7 černý pěšec · b7 černý pěšec · c7 černý pěšec · f7 černý pěšec · g7 černý pěšec · h7 černý pěšec · d6 černý pěšec · e5 černý pěšec · d4 bílý pěšec · e4 bílý pěšec · g4 černý střelec · f3 bílý jezdec · a2 bílý pěšec · b2 bílý pěšec · c2 bílý pěšec · f2 bílý pěšec · g2 bílý pěšec · h2 bílý pěšec · a1 bílý věž · b1 bílý jezdec · c1 bílý střelec · d1 bílý dáma · e1 bílý král · f1 bílý střelec · h1 bílý věž | 1 |
|   | a | b | c | d | e | f | g | h |   |

|   | a | b | c | d | e | f | g | h |   |
| 8 | a8 černý věž · b8 černý jezdec · e8 černý král · f8 černý střelec · h8 černý věž · a7 černý pěšec · b7 černý pěšec · c7 černý pěšec · e7 černý dáma · f7 černý pěšec · g7 černý pěšec · h7 černý pěšec · f6 černý jezdec · e5 černý pěšec · c4 bílý střelec · e4 bílý pěšec · b3 bílý dáma · a2 bílý pěšec · b2 bílý pěšec · c2 bílý pěšec · f2 bílý pěšec · g2 bílý pěšec · h2 bílý pěšec · a1 bílý věž · b1 bílý jezdec · c1 bílý střelec · e1 bílý král · h1 bílý věž | a8 černý věž · b8 černý jezdec · e8 černý král · f8 černý střelec · h8 černý věž · a7 černý pěšec · b7 černý pěšec · c7 černý pěšec · e7 černý dáma · f7 černý pěšec · g7 černý pěšec · h7 černý pěšec · f6 černý jezdec · e5 černý pěšec · c4 bílý střelec · e4 bílý pěšec · b3 bílý dáma · a2 bílý pěšec · b2 bílý pěšec · c2 bílý pěšec · f2 bílý pěšec · g2 bílý pěšec · h2 bílý pěšec · a1 bílý věž · b1 bílý jezdec · c1 bílý střelec · e1 bílý král · h1 bílý věž | a8 černý věž · b8 černý jezdec · e8 černý král · f8 černý střelec · h8 černý věž · a7 černý pěšec · b7 černý pěšec · c7 černý pěšec · e7 černý dáma · f7 černý pěšec · g7 černý pěšec · h7 černý pěšec · f6 černý jezdec · e5 černý pěšec · c4 bílý střelec · e4 bílý pěšec · b3 bílý dáma · a2 bílý pěšec · b2 bílý pěšec · c2 bílý pěšec · f2 bílý pěšec · g2 bílý pěšec · h2 bílý pěšec · a1 bílý věž · b1 bílý jezdec · c1 bílý střelec · e1 bílý král · h1 bílý věž | a8 černý věž · b8 černý jezdec · e8 černý král · f8 černý střelec · h8 černý věž · a7 černý pěšec · b7 černý pěšec · c7 černý pěšec · e7 černý dáma · f7 černý pěšec · g7 černý pěšec · h7 černý pěšec · f6 černý jezdec · e5 černý pěšec · c4 bílý střelec · e4 bílý pěšec · b3 bílý dáma · a2 bílý pěšec · b2 bílý pěšec · c2 bílý pěšec · f2 bílý pěšec · g2 bílý pěšec · h2 bílý pěšec · a1 bílý věž · b1 bílý jezdec · c1 bílý střelec · e1 bílý král · h1 bílý věž | a8 černý věž · b8 černý jezdec · e8 černý král · f8 černý střelec · h8 černý věž · a7 černý pěšec · b7 černý pěšec · c7 černý pěšec · e7 černý dáma · f7 černý pěšec · g7 černý pěšec · h7 černý pěšec · f6 černý jezdec · e5 černý pěšec · c4 bílý střelec · e4 bílý pěšec · b3 bílý dáma · a2 bílý pěšec · b2 bílý pěšec · c2 bílý pěšec · f2 bílý pěšec · g2 bílý pěšec · h2 bílý pěšec · a1 bílý věž · b1 bílý jezdec · c1 bílý střelec · e1 bílý král · h1 bílý věž | a8 černý věž · b8 černý jezdec · e8 černý král · f8 černý střelec · h8 černý věž · a7 černý pěšec · b7 černý pěšec · c7 černý pěšec · e7 černý dáma · f7 černý pěšec · g7 černý pěšec · h7 černý pěšec · f6 černý jezdec · e5 černý pěšec · c4 bílý střelec · e4 bílý pěšec · b3 bílý dáma · a2 bílý pěšec · b2 bílý pěšec · c2 bílý pěšec · f2 bílý pěšec · g2 bílý pěšec · h2 bílý pěšec · a1 bílý věž · b1 bílý jezdec · c1 bílý střelec · e1 bílý král · h1 bílý věž | a8 černý věž · b8 černý jezdec · e8 černý král · f8 černý střelec · h8 černý věž · a7 černý pěšec · b7 černý pěšec · c7 černý pěšec · e7 černý dáma · f7 černý pěšec · g7 černý pěšec · h7 černý pěšec · f6 černý jezdec · e5 černý pěšec · c4 bílý střelec · e4 bílý pěšec · b3 bílý dáma · a2 bílý pěšec · b2 bílý pěšec · c2 bílý pěšec · f2 bílý pěšec · g2 bílý pěšec · h2 bílý pěšec · a1 bílý věž · b1 bílý jezdec · c1 bílý střelec · e1 bílý král · h1 bílý věž | a8 černý věž · b8 černý jezdec · e8 černý král · f8 černý střelec · h8 černý věž · a7 černý pěšec · b7 černý pěšec · c7 černý pěšec · e7 černý dáma · f7 černý pěšec · g7 černý pěšec · h7 černý pěšec · f6 černý jezdec · e5 černý pěšec · c4 bílý střelec · e4 bílý pěšec · b3 bílý dáma · a2 bílý pěšec · b2 bílý pěšec · c2 bílý pěšec · f2 bílý pěšec · g2 bílý pěšec · h2 bílý pěšec · a1 bílý věž · b1 bílý jezdec · c1 bílý střelec · e1 bílý král · h1 bílý věž | 8 |
| 7 | a8 černý věž · b8 černý jezdec · e8 černý král · f8 černý střelec · h8 černý věž · a7 černý pěšec · b7 černý pěšec · c7 černý pěšec · e7 černý dáma · f7 černý pěšec · g7 černý pěšec · h7 černý pěšec · f6 černý jezdec · e5 černý pěšec · c4 bílý střelec · e4 bílý pěšec · b3 bílý dáma · a2 bílý pěšec · b2 bílý pěšec · c2 bílý pěšec · f2 bílý pěšec · g2 bílý pěšec · h2 bílý pěšec · a1 bílý věž · b1 bílý jezdec · c1 bílý střelec · e1 bílý král · h1 bílý věž | a8 černý věž · b8 černý jezdec · e8 černý král · f8 černý střelec · h8 černý věž · a7 černý pěšec · b7 černý pěšec · c7 černý pěšec · e7 černý dáma · f7 černý pěšec · g7 černý pěšec · h7 černý pěšec · f6 černý jezdec · e5 černý pěšec · c4 bílý střelec · e4 bílý pěšec · b3 bílý dáma · a2 bílý pěšec · b2 bílý pěšec · c2 bílý pěšec · f2 bílý pěšec · g2 bílý pěšec · h2 bílý pěšec · a1 bílý věž · b1 bílý jezdec · c1 bílý střelec · e1 bílý král · h1 bílý věž | a8 černý věž · b8 černý jezdec · e8 černý král · f8 černý střelec · h8 černý věž · a7 černý pěšec · b7 černý pěšec · c7 černý pěšec · e7 černý dáma · f7 černý pěšec · g7 černý pěšec · h7 černý pěšec · f6 černý jezdec · e5 černý pěšec · c4 bílý střelec · e4 bílý pěšec · b3 bílý dáma · a2 bílý pěšec · b2 bílý pěšec · c2 bílý pěšec · f2 bílý pěšec · g2 bílý pěšec · h2 bílý pěšec · a1 bílý věž · b1 bílý jezdec · c1 bílý střelec · e1 bílý král · h1 bílý věž | a8 černý věž · b8 černý jezdec · e8 černý král · f8 černý střelec · h8 černý věž · a7 černý pěšec · b7 černý pěšec · c7 černý pěšec · e7 černý dáma · f7 černý pěšec · g7 černý pěšec · h7 černý pěšec · f6 černý jezdec · e5 černý pěšec · c4 bílý střelec · e4 bílý pěšec · b3 bílý dáma · a2 bílý pěšec · b2 bílý pěšec · c2 bílý pěšec · f2 bílý pěšec · g2 bílý pěšec · h2 bílý pěšec · a1 bílý věž · b1 bílý jezdec · c1 bílý střelec · e1 bílý král · h1 bílý věž | a8 černý věž · b8 černý jezdec · e8 černý král · f8 černý střelec · h8 černý věž · a7 černý pěšec · b7 černý pěšec · c7 černý pěšec · e7 černý dáma · f7 černý pěšec · g7 černý pěšec · h7 černý pěšec · f6 černý jezdec · e5 černý pěšec · c4 bílý střelec · e4 bílý pěšec · b3 bílý dáma · a2 bílý pěšec · b2 bílý pěšec · c2 bílý pěšec · f2 bílý pěšec · g2 bílý pěšec · h2 bílý pěšec · a1 bílý věž · b1 bílý jezdec · c1 bílý střelec · e1 bílý král · h1 bílý věž | a8 černý věž · b8 černý jezdec · e8 černý král · f8 černý střelec · h8 černý věž · a7 černý pěšec · b7 černý pěšec · c7 černý pěšec · e7 černý dáma · f7 černý pěšec · g7 černý pěšec · h7 černý pěšec · f6 černý jezdec · e5 černý pěšec · c4 bílý střelec · e4 bílý pěšec · b3 bílý dáma · a2 bílý pěšec · b2 bílý pěšec · c2 bílý pěšec · f2 bílý pěšec · g2 bílý pěšec · h2 bílý pěšec · a1 bílý věž · b1 bílý jezdec · c1 bílý střelec · e1 bílý král · h1 bílý věž | a8 černý věž · b8 černý jezdec · e8 černý král · f8 černý střelec · h8 černý věž · a7 černý pěšec · b7 černý pěšec · c7 černý pěšec · e7 černý dáma · f7 černý pěšec · g7 černý pěšec · h7 černý pěšec · f6 černý jezdec · e5 černý pěšec · c4 bílý střelec · e4 bílý pěšec · b3 bílý dáma · a2 bílý pěšec · b2 bílý pěšec · c2 bílý pěšec · f2 bílý pěšec · g2 bílý pěšec · h2 bílý pěšec · a1 bílý věž · b1 bílý jezdec · c1 bílý střelec · e1 bílý král · h1 bílý věž | a8 černý věž · b8 černý jezdec · e8 černý král · f8 černý střelec · h8 černý věž · a7 černý pěšec · b7 černý pěšec · c7 černý pěšec · e7 černý dáma · f7 černý pěšec · g7 černý pěšec · h7 černý pěšec · f6 černý jezdec · e5 černý pěšec · c4 bílý střelec · e4 bílý pěšec · b3 bílý dáma · a2 bílý pěšec · b2 bílý pěšec · c2 bílý pěšec · f2 bílý pěšec · g2 bílý pěšec · h2 bílý pěšec · a1 bílý věž · b1 bílý jezdec · c1 bílý střelec · e1 bílý král · h1 bílý věž | 7 |
| 6 | a8 černý věž · b8 černý jezdec · e8 černý král · f8 černý střelec · h8 černý věž · a7 černý pěšec · b7 černý pěšec · c7 černý pěšec · e7 černý dáma · f7 černý pěšec · g7 černý pěšec · h7 černý pěšec · f6 černý jezdec · e5 černý pěšec · c4 bílý střelec · e4 bílý pěšec · b3 bílý dáma · a2 bílý pěšec · b2 bílý pěšec · c2 bílý pěšec · f2 bílý pěšec · g2 bílý pěšec · h2 bílý pěšec · a1 bílý věž · b1 bílý jezdec · c1 bílý střelec · e1 bílý král · h1 bílý věž | a8 černý věž · b8 černý jezdec · e8 černý král · f8 černý střelec · h8 černý věž · a7 černý pěšec · b7 černý pěšec · c7 černý pěšec · e7 černý dáma · f7 černý pěšec · g7 černý pěšec · h7 černý pěšec · f6 černý jezdec · e5 černý pěšec · c4 bílý střelec · e4 bílý pěšec · b3 bílý dáma · a2 bílý pěšec · b2 bílý pěšec · c2 bílý pěšec · f2 bílý pěšec · g2 bílý pěšec · h2 bílý pěšec · a1 bílý věž · b1 bílý jezdec · c1 bílý střelec · e1 bílý král · h1 bílý věž | a8 černý věž · b8 černý jezdec · e8 černý král · f8 černý střelec · h8 černý věž · a7 černý pěšec · b7 černý pěšec · c7 černý pěšec · e7 černý dáma · f7 černý pěšec · g7 černý pěšec · h7 černý pěšec · f6 černý jezdec · e5 černý pěšec · c4 bílý střelec · e4 bílý pěšec · b3 bílý dáma · a2 bílý pěšec · b2 bílý pěšec · c2 bílý pěšec · f2 bílý pěšec · g2 bílý pěšec · h2 bílý pěšec · a1 bílý věž · b1 bílý jezdec · c1 bílý střelec · e1 bílý král · h1 bílý věž | a8 černý věž · b8 černý jezdec · e8 černý král · f8 černý střelec · h8 černý věž · a7 černý pěšec · b7 černý pěšec · c7 černý pěšec · e7 černý dáma · f7 černý pěšec · g7 černý pěšec · h7 černý pěšec · f6 černý jezdec · e5 černý pěšec · c4 bílý střelec · e4 bílý pěšec · b3 bílý dáma · a2 bílý pěšec · b2 bílý pěšec · c2 bílý pěšec · f2 bílý pěšec · g2 bílý pěšec · h2 bílý pěšec · a1 bílý věž · b1 bílý jezdec · c1 bílý střelec · e1 bílý král · h1 bílý věž | a8 černý věž · b8 černý jezdec · e8 černý král · f8 černý střelec · h8 černý věž · a7 černý pěšec · b7 černý pěšec · c7 černý pěšec · e7 černý dáma · f7 černý pěšec · g7 černý pěšec · h7 černý pěšec · f6 černý jezdec · e5 černý pěšec · c4 bílý střelec · e4 bílý pěšec · b3 bílý dáma · a2 bílý pěšec · b2 bílý pěšec · c2 bílý pěšec · f2 bílý pěšec · g2 bílý pěšec · h2 bílý pěšec · a1 bílý věž · b1 bílý jezdec · c1 bílý střelec · e1 bílý král · h1 bílý věž | a8 černý věž · b8 černý jezdec · e8 černý král · f8 černý střelec · h8 černý věž · a7 černý pěšec · b7 černý pěšec · c7 černý pěšec · e7 černý dáma · f7 černý pěšec · g7 černý pěšec · h7 černý pěšec · f6 černý jezdec · e5 černý pěšec · c4 bílý střelec · e4 bílý pěšec · b3 bílý dáma · a2 bílý pěšec · b2 bílý pěšec · c2 bílý pěšec · f2 bílý pěšec · g2 bílý pěšec · h2 bílý pěšec · a1 bílý věž · b1 bílý jezdec · c1 bílý střelec · e1 bílý král · h1 bílý věž | a8 černý věž · b8 černý jezdec · e8 černý král · f8 černý střelec · h8 černý věž · a7 černý pěšec · b7 černý pěšec · c7 černý pěšec · e7 černý dáma · f7 černý pěšec · g7 černý pěšec · h7 černý pěšec · f6 černý jezdec · e5 černý pěšec · c4 bílý střelec · e4 bílý pěšec · b3 bílý dáma · a2 bílý pěšec · b2 bílý pěšec · c2 bílý pěšec · f2 bílý pěšec · g2 bílý pěšec · h2 bílý pěšec · a1 bílý věž · b1 bílý jezdec · c1 bílý střelec · e1 bílý král · h1 bílý věž | a8 černý věž · b8 černý jezdec · e8 černý král · f8 černý střelec · h8 černý věž · a7 černý pěšec · b7 černý pěšec · c7 černý pěšec · e7 černý dáma · f7 černý pěšec · g7 černý pěšec · h7 černý pěšec · f6 černý jezdec · e5 černý pěšec · c4 bílý střelec · e4 bílý pěšec · b3 bílý dáma · a2 bílý pěšec · b2 bílý pěšec · c2 bílý pěšec · f2 bílý pěšec · g2 bílý pěšec · h2 bílý pěšec · a1 bílý věž · b1 bílý jezdec · c1 bílý střelec · e1 bílý král · h1 bílý věž | 6 |
| 5 | a8 černý věž · b8 černý jezdec · e8 černý král · f8 černý střelec · h8 černý věž · a7 černý pěšec · b7 černý pěšec · c7 černý pěšec · e7 černý dáma · f7 černý pěšec · g7 černý pěšec · h7 černý pěšec · f6 černý jezdec · e5 černý pěšec · c4 bílý střelec · e4 bílý pěšec · b3 bílý dáma · a2 bílý pěšec · b2 bílý pěšec · c2 bílý pěšec · f2 bílý pěšec · g2 bílý pěšec · h2 bílý pěšec · a1 bílý věž · b1 bílý jezdec · c1 bílý střelec · e1 bílý král · h1 bílý věž | a8 černý věž · b8 černý jezdec · e8 černý král · f8 černý střelec · h8 černý věž · a7 černý pěšec · b7 černý pěšec · c7 černý pěšec · e7 černý dáma · f7 černý pěšec · g7 černý pěšec · h7 černý pěšec · f6 černý jezdec · e5 černý pěšec · c4 bílý střelec · e4 bílý pěšec · b3 bílý dáma · a2 bílý pěšec · b2 bílý pěšec · c2 bílý pěšec · f2 bílý pěšec · g2 bílý pěšec · h2 bílý pěšec · a1 bílý věž · b1 bílý jezdec · c1 bílý střelec · e1 bílý král · h1 bílý věž | a8 černý věž · b8 černý jezdec · e8 černý král · f8 černý střelec · h8 černý věž · a7 černý pěšec · b7 černý pěšec · c7 černý pěšec · e7 černý dáma · f7 černý pěšec · g7 černý pěšec · h7 černý pěšec · f6 černý jezdec · e5 černý pěšec · c4 bílý střelec · e4 bílý pěšec · b3 bílý dáma · a2 bílý pěšec · b2 bílý pěšec · c2 bílý pěšec · f2 bílý pěšec · g2 bílý pěšec · h2 bílý pěšec · a1 bílý věž · b1 bílý jezdec · c1 bílý střelec · e1 bílý král · h1 bílý věž | a8 černý věž · b8 černý jezdec · e8 černý král · f8 černý střelec · h8 černý věž · a7 černý pěšec · b7 černý pěšec · c7 černý pěšec · e7 černý dáma · f7 černý pěšec · g7 černý pěšec · h7 černý pěšec · f6 černý jezdec · e5 černý pěšec · c4 bílý střelec · e4 bílý pěšec · b3 bílý dáma · a2 bílý pěšec · b2 bílý pěšec · c2 bílý pěšec · f2 bílý pěšec · g2 bílý pěšec · h2 bílý pěšec · a1 bílý věž · b1 bílý jezdec · c1 bílý střelec · e1 bílý král · h1 bílý věž | a8 černý věž · b8 černý jezdec · e8 černý král · f8 černý střelec · h8 černý věž · a7 černý pěšec · b7 černý pěšec · c7 černý pěšec · e7 černý dáma · f7 černý pěšec · g7 černý pěšec · h7 černý pěšec · f6 černý jezdec · e5 černý pěšec · c4 bílý střelec · e4 bílý pěšec · b3 bílý dáma · a2 bílý pěšec · b2 bílý pěšec · c2 bílý pěšec · f2 bílý pěšec · g2 bílý pěšec · h2 bílý pěšec · a1 bílý věž · b1 bílý jezdec · c1 bílý střelec · e1 bílý král · h1 bílý věž | a8 černý věž · b8 černý jezdec · e8 černý král · f8 černý střelec · h8 černý věž · a7 černý pěšec · b7 černý pěšec · c7 černý pěšec · e7 černý dáma · f7 černý pěšec · g7 černý pěšec · h7 černý pěšec · f6 černý jezdec · e5 černý pěšec · c4 bílý střelec · e4 bílý pěšec · b3 bílý dáma · a2 bílý pěšec · b2 bílý pěšec · c2 bílý pěšec · f2 bílý pěšec · g2 bílý pěšec · h2 bílý pěšec · a1 bílý věž · b1 bílý jezdec · c1 bílý střelec · e1 bílý král · h1 bílý věž | a8 černý věž · b8 černý jezdec · e8 černý král · f8 černý střelec · h8 černý věž · a7 černý pěšec · b7 černý pěšec · c7 černý pěšec · e7 černý dáma · f7 černý pěšec · g7 černý pěšec · h7 černý pěšec · f6 černý jezdec · e5 černý pěšec · c4 bílý střelec · e4 bílý pěšec · b3 bílý dáma · a2 bílý pěšec · b2 bílý pěšec · c2 bílý pěšec · f2 bílý pěšec · g2 bílý pěšec · h2 bílý pěšec · a1 bílý věž · b1 bílý jezdec · c1 bílý střelec · e1 bílý král · h1 bílý věž | a8 černý věž · b8 černý jezdec · e8 černý král · f8 černý střelec · h8 černý věž · a7 černý pěšec · b7 černý pěšec · c7 černý pěšec · e7 černý dáma · f7 černý pěšec · g7 černý pěšec · h7 černý pěšec · f6 černý jezdec · e5 černý pěšec · c4 bílý střelec · e4 bílý pěšec · b3 bílý dáma · a2 bílý pěšec · b2 bílý pěšec · c2 bílý pěšec · f2 bílý pěšec · g2 bílý pěšec · h2 bílý pěšec · a1 bílý věž · b1 bílý jezdec · c1 bílý střelec · e1 bílý král · h1 bílý věž | 5 |
| 4 | a8 černý věž · b8 černý jezdec · e8 černý král · f8 černý střelec · h8 černý věž · a7 černý pěšec · b7 černý pěšec · c7 černý pěšec · e7 černý dáma · f7 černý pěšec · g7 černý pěšec · h7 černý pěšec · f6 černý jezdec · e5 černý pěšec · c4 bílý střelec · e4 bílý pěšec · b3 bílý dáma · a2 bílý pěšec · b2 bílý pěšec · c2 bílý pěšec · f2 bílý pěšec · g2 bílý pěšec · h2 bílý pěšec · a1 bílý věž · b1 bílý jezdec · c1 bílý střelec · e1 bílý král · h1 bílý věž | a8 černý věž · b8 černý jezdec · e8 černý král · f8 černý střelec · h8 černý věž · a7 černý pěšec · b7 černý pěšec · c7 černý pěšec · e7 černý dáma · f7 černý pěšec · g7 černý pěšec · h7 černý pěšec · f6 černý jezdec · e5 černý pěšec · c4 bílý střelec · e4 bílý pěšec · b3 bílý dáma · a2 bílý pěšec · b2 bílý pěšec · c2 bílý pěšec · f2 bílý pěšec · g2 bílý pěšec · h2 bílý pěšec · a1 bílý věž · b1 bílý jezdec · c1 bílý střelec · e1 bílý král · h1 bílý věž | a8 černý věž · b8 černý jezdec · e8 černý král · f8 černý střelec · h8 černý věž · a7 černý pěšec · b7 černý pěšec · c7 černý pěšec · e7 černý dáma · f7 černý pěšec · g7 černý pěšec · h7 černý pěšec · f6 černý jezdec · e5 černý pěšec · c4 bílý střelec · e4 bílý pěšec · b3 bílý dáma · a2 bílý pěšec · b2 bílý pěšec · c2 bílý pěšec · f2 bílý pěšec · g2 bílý pěšec · h2 bílý pěšec · a1 bílý věž · b1 bílý jezdec · c1 bílý střelec · e1 bílý král · h1 bílý věž | a8 černý věž · b8 černý jezdec · e8 černý král · f8 černý střelec · h8 černý věž · a7 černý pěšec · b7 černý pěšec · c7 černý pěšec · e7 černý dáma · f7 černý pěšec · g7 černý pěšec · h7 černý pěšec · f6 černý jezdec · e5 černý pěšec · c4 bílý střelec · e4 bílý pěšec · b3 bílý dáma · a2 bílý pěšec · b2 bílý pěšec · c2 bílý pěšec · f2 bílý pěšec · g2 bílý pěšec · h2 bílý pěšec · a1 bílý věž · b1 bílý jezdec · c1 bílý střelec · e1 bílý král · h1 bílý věž | a8 černý věž · b8 černý jezdec · e8 černý král · f8 černý střelec · h8 černý věž · a7 černý pěšec · b7 černý pěšec · c7 černý pěšec · e7 černý dáma · f7 černý pěšec · g7 černý pěšec · h7 černý pěšec · f6 černý jezdec · e5 černý pěšec · c4 bílý střelec · e4 bílý pěšec · b3 bílý dáma · a2 bílý pěšec · b2 bílý pěšec · c2 bílý pěšec · f2 bílý pěšec · g2 bílý pěšec · h2 bílý pěšec · a1 bílý věž · b1 bílý jezdec · c1 bílý střelec · e1 bílý král · h1 bílý věž | a8 černý věž · b8 černý jezdec · e8 černý král · f8 černý střelec · h8 černý věž · a7 černý pěšec · b7 černý pěšec · c7 černý pěšec · e7 černý dáma · f7 černý pěšec · g7 černý pěšec · h7 černý pěšec · f6 černý jezdec · e5 černý pěšec · c4 bílý střelec · e4 bílý pěšec · b3 bílý dáma · a2 bílý pěšec · b2 bílý pěšec · c2 bílý pěšec · f2 bílý pěšec · g2 bílý pěšec · h2 bílý pěšec · a1 bílý věž · b1 bílý jezdec · c1 bílý střelec · e1 bílý král · h1 bílý věž | a8 černý věž · b8 černý jezdec · e8 černý král · f8 černý střelec · h8 černý věž · a7 černý pěšec · b7 černý pěšec · c7 černý pěšec · e7 černý dáma · f7 černý pěšec · g7 černý pěšec · h7 černý pěšec · f6 černý jezdec · e5 černý pěšec · c4 bílý střelec · e4 bílý pěšec · b3 bílý dáma · a2 bílý pěšec · b2 bílý pěšec · c2 bílý pěšec · f2 bílý pěšec · g2 bílý pěšec · h2 bílý pěšec · a1 bílý věž · b1 bílý jezdec · c1 bílý střelec · e1 bílý král · h1 bílý věž | a8 černý věž · b8 černý jezdec · e8 černý král · f8 černý střelec · h8 černý věž · a7 černý pěšec · b7 černý pěšec · c7 černý pěšec · e7 černý dáma · f7 černý pěšec · g7 černý pěšec · h7 černý pěšec · f6 černý jezdec · e5 černý pěšec · c4 bílý střelec · e4 bílý pěšec · b3 bílý dáma · a2 bílý pěšec · b2 bílý pěšec · c2 bílý pěšec · f2 bílý pěšec · g2 bílý pěšec · h2 bílý pěšec · a1 bílý věž · b1 bílý jezdec · c1 bílý střelec · e1 bílý král · h1 bílý věž | 4 |
| 3 | a8 černý věž · b8 černý jezdec · e8 černý král · f8 černý střelec · h8 černý věž · a7 černý pěšec · b7 černý pěšec · c7 černý pěšec · e7 černý dáma · f7 černý pěšec · g7 černý pěšec · h7 černý pěšec · f6 černý jezdec · e5 černý pěšec · c4 bílý střelec · e4 bílý pěšec · b3 bílý dáma · a2 bílý pěšec · b2 bílý pěšec · c2 bílý pěšec · f2 bílý pěšec · g2 bílý pěšec · h2 bílý pěšec · a1 bílý věž · b1 bílý jezdec · c1 bílý střelec · e1 bílý král · h1 bílý věž | a8 černý věž · b8 černý jezdec · e8 černý král · f8 černý střelec · h8 černý věž · a7 černý pěšec · b7 černý pěšec · c7 černý pěšec · e7 černý dáma · f7 černý pěšec · g7 černý pěšec · h7 černý pěšec · f6 černý jezdec · e5 černý pěšec · c4 bílý střelec · e4 bílý pěšec · b3 bílý dáma · a2 bílý pěšec · b2 bílý pěšec · c2 bílý pěšec · f2 bílý pěšec · g2 bílý pěšec · h2 bílý pěšec · a1 bílý věž · b1 bílý jezdec · c1 bílý střelec · e1 bílý král · h1 bílý věž | a8 černý věž · b8 černý jezdec · e8 černý král · f8 černý střelec · h8 černý věž · a7 černý pěšec · b7 černý pěšec · c7 černý pěšec · e7 černý dáma · f7 černý pěšec · g7 černý pěšec · h7 černý pěšec · f6 černý jezdec · e5 černý pěšec · c4 bílý střelec · e4 bílý pěšec · b3 bílý dáma · a2 bílý pěšec · b2 bílý pěšec · c2 bílý pěšec · f2 bílý pěšec · g2 bílý pěšec · h2 bílý pěšec · a1 bílý věž · b1 bílý jezdec · c1 bílý střelec · e1 bílý král · h1 bílý věž | a8 černý věž · b8 černý jezdec · e8 černý král · f8 černý střelec · h8 černý věž · a7 černý pěšec · b7 černý pěšec · c7 černý pěšec · e7 černý dáma · f7 černý pěšec · g7 černý pěšec · h7 černý pěšec · f6 černý jezdec · e5 černý pěšec · c4 bílý střelec · e4 bílý pěšec · b3 bílý dáma · a2 bílý pěšec · b2 bílý pěšec · c2 bílý pěšec · f2 bílý pěšec · g2 bílý pěšec · h2 bílý pěšec · a1 bílý věž · b1 bílý jezdec · c1 bílý střelec · e1 bílý král · h1 bílý věž | a8 černý věž · b8 černý jezdec · e8 černý král · f8 černý střelec · h8 černý věž · a7 černý pěšec · b7 černý pěšec · c7 černý pěšec · e7 černý dáma · f7 černý pěšec · g7 černý pěšec · h7 černý pěšec · f6 černý jezdec · e5 černý pěšec · c4 bílý střelec · e4 bílý pěšec · b3 bílý dáma · a2 bílý pěšec · b2 bílý pěšec · c2 bílý pěšec · f2 bílý pěšec · g2 bílý pěšec · h2 bílý pěšec · a1 bílý věž · b1 bílý jezdec · c1 bílý střelec · e1 bílý král · h1 bílý věž | a8 černý věž · b8 černý jezdec · e8 černý král · f8 černý střelec · h8 černý věž · a7 černý pěšec · b7 černý pěšec · c7 černý pěšec · e7 černý dáma · f7 černý pěšec · g7 černý pěšec · h7 černý pěšec · f6 černý jezdec · e5 černý pěšec · c4 bílý střelec · e4 bílý pěšec · b3 bílý dáma · a2 bílý pěšec · b2 bílý pěšec · c2 bílý pěšec · f2 bílý pěšec · g2 bílý pěšec · h2 bílý pěšec · a1 bílý věž · b1 bílý jezdec · c1 bílý střelec · e1 bílý král · h1 bílý věž | a8 černý věž · b8 černý jezdec · e8 černý král · f8 černý střelec · h8 černý věž · a7 černý pěšec · b7 černý pěšec · c7 černý pěšec · e7 černý dáma · f7 černý pěšec · g7 černý pěšec · h7 černý pěšec · f6 černý jezdec · e5 černý pěšec · c4 bílý střelec · e4 bílý pěšec · b3 bílý dáma · a2 bílý pěšec · b2 bílý pěšec · c2 bílý pěšec · f2 bílý pěšec · g2 bílý pěšec · h2 bílý pěšec · a1 bílý věž · b1 bílý jezdec · c1 bílý střelec · e1 bílý král · h1 bílý věž | a8 černý věž · b8 černý jezdec · e8 černý král · f8 černý střelec · h8 černý věž · a7 černý pěšec · b7 černý pěšec · c7 černý pěšec · e7 černý dáma · f7 černý pěšec · g7 černý pěšec · h7 černý pěšec · f6 černý jezdec · e5 černý pěšec · c4 bílý střelec · e4 bílý pěšec · b3 bílý dáma · a2 bílý pěšec · b2 bílý pěšec · c2 bílý pěšec · f2 bílý pěšec · g2 bílý pěšec · h2 bílý pěšec · a1 bílý věž · b1 bílý jezdec · c1 bílý střelec · e1 bílý král · h1 bílý věž | 3 |
| 2 | a8 černý věž · b8 černý jezdec · e8 černý král · f8 černý střelec · h8 černý věž · a7 černý pěšec · b7 černý pěšec · c7 černý pěšec · e7 černý dáma · f7 černý pěšec · g7 černý pěšec · h7 černý pěšec · f6 černý jezdec · e5 černý pěšec · c4 bílý střelec · e4 bílý pěšec · b3 bílý dáma · a2 bílý pěšec · b2 bílý pěšec · c2 bílý pěšec · f2 bílý pěšec · g2 bílý pěšec · h2 bílý pěšec · a1 bílý věž · b1 bílý jezdec · c1 bílý střelec · e1 bílý král · h1 bílý věž | a8 černý věž · b8 černý jezdec · e8 černý král · f8 černý střelec · h8 černý věž · a7 černý pěšec · b7 černý pěšec · c7 černý pěšec · e7 černý dáma · f7 černý pěšec · g7 černý pěšec · h7 černý pěšec · f6 černý jezdec · e5 černý pěšec · c4 bílý střelec · e4 bílý pěšec · b3 bílý dáma · a2 bílý pěšec · b2 bílý pěšec · c2 bílý pěšec · f2 bílý pěšec · g2 bílý pěšec · h2 bílý pěšec · a1 bílý věž · b1 bílý jezdec · c1 bílý střelec · e1 bílý král · h1 bílý věž | a8 černý věž · b8 černý jezdec · e8 černý král · f8 černý střelec · h8 černý věž · a7 černý pěšec · b7 černý pěšec · c7 černý pěšec · e7 černý dáma · f7 černý pěšec · g7 černý pěšec · h7 černý pěšec · f6 černý jezdec · e5 černý pěšec · c4 bílý střelec · e4 bílý pěšec · b3 bílý dáma · a2 bílý pěšec · b2 bílý pěšec · c2 bílý pěšec · f2 bílý pěšec · g2 bílý pěšec · h2 bílý pěšec · a1 bílý věž · b1 bílý jezdec · c1 bílý střelec · e1 bílý král · h1 bílý věž | a8 černý věž · b8 černý jezdec · e8 černý král · f8 černý střelec · h8 černý věž · a7 černý pěšec · b7 černý pěšec · c7 černý pěšec · e7 černý dáma · f7 černý pěšec · g7 černý pěšec · h7 černý pěšec · f6 černý jezdec · e5 černý pěšec · c4 bílý střelec · e4 bílý pěšec · b3 bílý dáma · a2 bílý pěšec · b2 bílý pěšec · c2 bílý pěšec · f2 bílý pěšec · g2 bílý pěšec · h2 bílý pěšec · a1 bílý věž · b1 bílý jezdec · c1 bílý střelec · e1 bílý král · h1 bílý věž | a8 černý věž · b8 černý jezdec · e8 černý král · f8 černý střelec · h8 černý věž · a7 černý pěšec · b7 černý pěšec · c7 černý pěšec · e7 černý dáma · f7 černý pěšec · g7 černý pěšec · h7 černý pěšec · f6 černý jezdec · e5 černý pěšec · c4 bílý střelec · e4 bílý pěšec · b3 bílý dáma · a2 bílý pěšec · b2 bílý pěšec · c2 bílý pěšec · f2 bílý pěšec · g2 bílý pěšec · h2 bílý pěšec · a1 bílý věž · b1 bílý jezdec · c1 bílý střelec · e1 bílý král · h1 bílý věž | a8 černý věž · b8 černý jezdec · e8 černý král · f8 černý střelec · h8 černý věž · a7 černý pěšec · b7 černý pěšec · c7 černý pěšec · e7 černý dáma · f7 černý pěšec · g7 černý pěšec · h7 černý pěšec · f6 černý jezdec · e5 černý pěšec · c4 bílý střelec · e4 bílý pěšec · b3 bílý dáma · a2 bílý pěšec · b2 bílý pěšec · c2 bílý pěšec · f2 bílý pěšec · g2 bílý pěšec · h2 bílý pěšec · a1 bílý věž · b1 bílý jezdec · c1 bílý střelec · e1 bílý král · h1 bílý věž | a8 černý věž · b8 černý jezdec · e8 černý král · f8 černý střelec · h8 černý věž · a7 černý pěšec · b7 černý pěšec · c7 černý pěšec · e7 černý dáma · f7 černý pěšec · g7 černý pěšec · h7 černý pěšec · f6 černý jezdec · e5 černý pěšec · c4 bílý střelec · e4 bílý pěšec · b3 bílý dáma · a2 bílý pěšec · b2 bílý pěšec · c2 bílý pěšec · f2 bílý pěšec · g2 bílý pěšec · h2 bílý pěšec · a1 bílý věž · b1 bílý jezdec · c1 bílý střelec · e1 bílý král · h1 bílý věž | a8 černý věž · b8 černý jezdec · e8 černý král · f8 černý střelec · h8 černý věž · a7 černý pěšec · b7 černý pěšec · c7 černý pěšec · e7 černý dáma · f7 černý pěšec · g7 černý pěšec · h7 černý pěšec · f6 černý jezdec · e5 černý pěšec · c4 bílý střelec · e4 bílý pěšec · b3 bílý dáma · a2 bílý pěšec · b2 bílý pěšec · c2 bílý pěšec · f2 bílý pěšec · g2 bílý pěšec · h2 bílý pěšec · a1 bílý věž · b1 bílý jezdec · c1 bílý střelec · e1 bílý král · h1 bílý věž | 2 |
| 1 | a8 černý věž · b8 černý jezdec · e8 černý král · f8 černý střelec · h8 černý věž · a7 černý pěšec · b7 černý pěšec · c7 černý pěšec · e7 černý dáma · f7 černý pěšec · g7 černý pěšec · h7 černý pěšec · f6 černý jezdec · e5 černý pěšec · c4 bílý střelec · e4 bílý pěšec · b3 bílý dáma · a2 bílý pěšec · b2 bílý pěšec · c2 bílý pěšec · f2 bílý pěšec · g2 bílý pěšec · h2 bílý pěšec · a1 bílý věž · b1 bílý jezdec · c1 bílý střelec · e1 bílý král · h1 bílý věž | a8 černý věž · b8 černý jezdec · e8 černý král · f8 černý střelec · h8 černý věž · a7 černý pěšec · b7 černý pěšec · c7 černý pěšec · e7 černý dáma · f7 černý pěšec · g7 černý pěšec · h7 černý pěšec · f6 černý jezdec · e5 černý pěšec · c4 bílý střelec · e4 bílý pěšec · b3 bílý dáma · a2 bílý pěšec · b2 bílý pěšec · c2 bílý pěšec · f2 bílý pěšec · g2 bílý pěšec · h2 bílý pěšec · a1 bílý věž · b1 bílý jezdec · c1 bílý střelec · e1 bílý král · h1 bílý věž | a8 černý věž · b8 černý jezdec · e8 černý král · f8 černý střelec · h8 černý věž · a7 černý pěšec · b7 černý pěšec · c7 černý pěšec · e7 černý dáma · f7 černý pěšec · g7 černý pěšec · h7 černý pěšec · f6 černý jezdec · e5 černý pěšec · c4 bílý střelec · e4 bílý pěšec · b3 bílý dáma · a2 bílý pěšec · b2 bílý pěšec · c2 bílý pěšec · f2 bílý pěšec · g2 bílý pěšec · h2 bílý pěšec · a1 bílý věž · b1 bílý jezdec · c1 bílý střelec · e1 bílý král · h1 bílý věž | a8 černý věž · b8 černý jezdec · e8 černý král · f8 černý střelec · h8 černý věž · a7 černý pěšec · b7 černý pěšec · c7 černý pěšec · e7 černý dáma · f7 černý pěšec · g7 černý pěšec · h7 černý pěšec · f6 černý jezdec · e5 černý pěšec · c4 bílý střelec · e4 bílý pěšec · b3 bílý dáma · a2 bílý pěšec · b2 bílý pěšec · c2 bílý pěšec · f2 bílý pěšec · g2 bílý pěšec · h2 bílý pěšec · a1 bílý věž · b1 bílý jezdec · c1 bílý střelec · e1 bílý král · h1 bílý věž | a8 černý věž · b8 černý jezdec · e8 černý král · f8 černý střelec · h8 černý věž · a7 černý pěšec · b7 černý pěšec · c7 černý pěšec · e7 černý dáma · f7 černý pěšec · g7 černý pěšec · h7 černý pěšec · f6 černý jezdec · e5 černý pěšec · c4 bílý střelec · e4 bílý pěšec · b3 bílý dáma · a2 bílý pěšec · b2 bílý pěšec · c2 bílý pěšec · f2 bílý pěšec · g2 bílý pěšec · h2 bílý pěšec · a1 bílý věž · b1 bílý jezdec · c1 bílý střelec · e1 bílý král · h1 bílý věž | a8 černý věž · b8 černý jezdec · e8 černý král · f8 černý střelec · h8 černý věž · a7 černý pěšec · b7 černý pěšec · c7 černý pěšec · e7 černý dáma · f7 černý pěšec · g7 černý pěšec · h7 černý pěšec · f6 černý jezdec · e5 černý pěšec · c4 bílý střelec · e4 bílý pěšec · b3 bílý dáma · a2 bílý pěšec · b2 bílý pěšec · c2 bílý pěšec · f2 bílý pěšec · g2 bílý pěšec · h2 bílý pěšec · a1 bílý věž · b1 bílý jezdec · c1 bílý střelec · e1 bílý král · h1 bílý věž | a8 černý věž · b8 černý jezdec · e8 černý král · f8 černý střelec · h8 černý věž · a7 černý pěšec · b7 černý pěšec · c7 černý pěšec · e7 černý dáma · f7 černý pěšec · g7 černý pěšec · h7 černý pěšec · f6 černý jezdec · e5 černý pěšec · c4 bílý střelec · e4 bílý pěšec · b3 bílý dáma · a2 bílý pěšec · b2 bílý pěšec · c2 bílý pěšec · f2 bílý pěšec · g2 bílý pěšec · h2 bílý pěšec · a1 bílý věž · b1 bílý jezdec · c1 bílý střelec · e1 bílý král · h1 bílý věž | a8 černý věž · b8 černý jezdec · e8 černý král · f8 černý střelec · h8 černý věž · a7 černý pěšec · b7 černý pěšec · c7 černý pěšec · e7 černý dáma · f7 černý pěšec · g7 černý pěšec · h7 černý pěšec · f6 černý jezdec · e5 černý pěšec · c4 bílý střelec · e4 bílý pěšec · b3 bílý dáma · a2 bílý pěšec · b2 bílý pěšec · c2 bílý pěšec · f2 bílý pěšec · g2 bílý pěšec · h2 bílý pěšec · a1 bílý věž · b1 bílý jezdec · c1 bílý střelec · e1 bílý král · h1 bílý věž | 1 |
|   | a | b | c | d | e | f | g | h |   |

|   | a | b | c | d | e | f | g | h |   |
| 8 | a8 černý věž · e8 černý král · f8 černý střelec · h8 černý věž · a7 černý pěšec · d7 černý jezdec · e7 černý dáma · f7 černý pěšec · g7 černý pěšec · h7 černý pěšec · f6 černý jezdec · b5 bílý střelec · e5 černý pěšec · g5 bílý střelec · e4 bílý pěšec · b3 bílý dáma · a2 bílý pěšec · b2 bílý pěšec · c2 bílý pěšec · f2 bílý pěšec · g2 bílý pěšec · h2 bílý pěšec · c1 bílý král · d1 bílý věž · h1 bílý věž | a8 černý věž · e8 černý král · f8 černý střelec · h8 černý věž · a7 černý pěšec · d7 černý jezdec · e7 černý dáma · f7 černý pěšec · g7 černý pěšec · h7 černý pěšec · f6 černý jezdec · b5 bílý střelec · e5 černý pěšec · g5 bílý střelec · e4 bílý pěšec · b3 bílý dáma · a2 bílý pěšec · b2 bílý pěšec · c2 bílý pěšec · f2 bílý pěšec · g2 bílý pěšec · h2 bílý pěšec · c1 bílý král · d1 bílý věž · h1 bílý věž | a8 černý věž · e8 černý král · f8 černý střelec · h8 černý věž · a7 černý pěšec · d7 černý jezdec · e7 černý dáma · f7 černý pěšec · g7 černý pěšec · h7 černý pěšec · f6 černý jezdec · b5 bílý střelec · e5 černý pěšec · g5 bílý střelec · e4 bílý pěšec · b3 bílý dáma · a2 bílý pěšec · b2 bílý pěšec · c2 bílý pěšec · f2 bílý pěšec · g2 bílý pěšec · h2 bílý pěšec · c1 bílý král · d1 bílý věž · h1 bílý věž | a8 černý věž · e8 černý král · f8 černý střelec · h8 černý věž · a7 černý pěšec · d7 černý jezdec · e7 černý dáma · f7 černý pěšec · g7 černý pěšec · h7 černý pěšec · f6 černý jezdec · b5 bílý střelec · e5 černý pěšec · g5 bílý střelec · e4 bílý pěšec · b3 bílý dáma · a2 bílý pěšec · b2 bílý pěšec · c2 bílý pěšec · f2 bílý pěšec · g2 bílý pěšec · h2 bílý pěšec · c1 bílý král · d1 bílý věž · h1 bílý věž | a8 černý věž · e8 černý král · f8 černý střelec · h8 černý věž · a7 černý pěšec · d7 černý jezdec · e7 černý dáma · f7 černý pěšec · g7 černý pěšec · h7 černý pěšec · f6 černý jezdec · b5 bílý střelec · e5 černý pěšec · g5 bílý střelec · e4 bílý pěšec · b3 bílý dáma · a2 bílý pěšec · b2 bílý pěšec · c2 bílý pěšec · f2 bílý pěšec · g2 bílý pěšec · h2 bílý pěšec · c1 bílý král · d1 bílý věž · h1 bílý věž | a8 černý věž · e8 černý král · f8 černý střelec · h8 černý věž · a7 černý pěšec · d7 černý jezdec · e7 černý dáma · f7 černý pěšec · g7 černý pěšec · h7 černý pěšec · f6 černý jezdec · b5 bílý střelec · e5 černý pěšec · g5 bílý střelec · e4 bílý pěšec · b3 bílý dáma · a2 bílý pěšec · b2 bílý pěšec · c2 bílý pěšec · f2 bílý pěšec · g2 bílý pěšec · h2 bílý pěšec · c1 bílý král · d1 bílý věž · h1 bílý věž | a8 černý věž · e8 černý král · f8 černý střelec · h8 černý věž · a7 černý pěšec · d7 černý jezdec · e7 černý dáma · f7 černý pěšec · g7 černý pěšec · h7 černý pěšec · f6 černý jezdec · b5 bílý střelec · e5 černý pěšec · g5 bílý střelec · e4 bílý pěšec · b3 bílý dáma · a2 bílý pěšec · b2 bílý pěšec · c2 bílý pěšec · f2 bílý pěšec · g2 bílý pěšec · h2 bílý pěšec · c1 bílý král · d1 bílý věž · h1 bílý věž | a8 černý věž · e8 černý král · f8 černý střelec · h8 černý věž · a7 černý pěšec · d7 černý jezdec · e7 černý dáma · f7 černý pěšec · g7 černý pěšec · h7 černý pěšec · f6 černý jezdec · b5 bílý střelec · e5 černý pěšec · g5 bílý střelec · e4 bílý pěšec · b3 bílý dáma · a2 bílý pěšec · b2 bílý pěšec · c2 bílý pěšec · f2 bílý pěšec · g2 bílý pěšec · h2 bílý pěšec · c1 bílý král · d1 bílý věž · h1 bílý věž | 8 |
| 7 | a8 černý věž · e8 černý král · f8 černý střelec · h8 černý věž · a7 černý pěšec · d7 černý jezdec · e7 černý dáma · f7 černý pěšec · g7 černý pěšec · h7 černý pěšec · f6 černý jezdec · b5 bílý střelec · e5 černý pěšec · g5 bílý střelec · e4 bílý pěšec · b3 bílý dáma · a2 bílý pěšec · b2 bílý pěšec · c2 bílý pěšec · f2 bílý pěšec · g2 bílý pěšec · h2 bílý pěšec · c1 bílý král · d1 bílý věž · h1 bílý věž | a8 černý věž · e8 černý král · f8 černý střelec · h8 černý věž · a7 černý pěšec · d7 černý jezdec · e7 černý dáma · f7 černý pěšec · g7 černý pěšec · h7 černý pěšec · f6 černý jezdec · b5 bílý střelec · e5 černý pěšec · g5 bílý střelec · e4 bílý pěšec · b3 bílý dáma · a2 bílý pěšec · b2 bílý pěšec · c2 bílý pěšec · f2 bílý pěšec · g2 bílý pěšec · h2 bílý pěšec · c1 bílý král · d1 bílý věž · h1 bílý věž | a8 černý věž · e8 černý král · f8 černý střelec · h8 černý věž · a7 černý pěšec · d7 černý jezdec · e7 černý dáma · f7 černý pěšec · g7 černý pěšec · h7 černý pěšec · f6 černý jezdec · b5 bílý střelec · e5 černý pěšec · g5 bílý střelec · e4 bílý pěšec · b3 bílý dáma · a2 bílý pěšec · b2 bílý pěšec · c2 bílý pěšec · f2 bílý pěšec · g2 bílý pěšec · h2 bílý pěšec · c1 bílý král · d1 bílý věž · h1 bílý věž | a8 černý věž · e8 černý král · f8 černý střelec · h8 černý věž · a7 černý pěšec · d7 černý jezdec · e7 černý dáma · f7 černý pěšec · g7 černý pěšec · h7 černý pěšec · f6 černý jezdec · b5 bílý střelec · e5 černý pěšec · g5 bílý střelec · e4 bílý pěšec · b3 bílý dáma · a2 bílý pěšec · b2 bílý pěšec · c2 bílý pěšec · f2 bílý pěšec · g2 bílý pěšec · h2 bílý pěšec · c1 bílý král · d1 bílý věž · h1 bílý věž | a8 černý věž · e8 černý král · f8 černý střelec · h8 černý věž · a7 černý pěšec · d7 černý jezdec · e7 černý dáma · f7 černý pěšec · g7 černý pěšec · h7 černý pěšec · f6 černý jezdec · b5 bílý střelec · e5 černý pěšec · g5 bílý střelec · e4 bílý pěšec · b3 bílý dáma · a2 bílý pěšec · b2 bílý pěšec · c2 bílý pěšec · f2 bílý pěšec · g2 bílý pěšec · h2 bílý pěšec · c1 bílý král · d1 bílý věž · h1 bílý věž | a8 černý věž · e8 černý král · f8 černý střelec · h8 černý věž · a7 černý pěšec · d7 černý jezdec · e7 černý dáma · f7 černý pěšec · g7 černý pěšec · h7 černý pěšec · f6 černý jezdec · b5 bílý střelec · e5 černý pěšec · g5 bílý střelec · e4 bílý pěšec · b3 bílý dáma · a2 bílý pěšec · b2 bílý pěšec · c2 bílý pěšec · f2 bílý pěšec · g2 bílý pěšec · h2 bílý pěšec · c1 bílý král · d1 bílý věž · h1 bílý věž | a8 černý věž · e8 černý král · f8 černý střelec · h8 černý věž · a7 černý pěšec · d7 černý jezdec · e7 černý dáma · f7 černý pěšec · g7 černý pěšec · h7 černý pěšec · f6 černý jezdec · b5 bílý střelec · e5 černý pěšec · g5 bílý střelec · e4 bílý pěšec · b3 bílý dáma · a2 bílý pěšec · b2 bílý pěšec · c2 bílý pěšec · f2 bílý pěšec · g2 bílý pěšec · h2 bílý pěšec · c1 bílý král · d1 bílý věž · h1 bílý věž | a8 černý věž · e8 černý král · f8 černý střelec · h8 černý věž · a7 černý pěšec · d7 černý jezdec · e7 černý dáma · f7 černý pěšec · g7 černý pěšec · h7 černý pěšec · f6 černý jezdec · b5 bílý střelec · e5 černý pěšec · g5 bílý střelec · e4 bílý pěšec · b3 bílý dáma · a2 bílý pěšec · b2 bílý pěšec · c2 bílý pěšec · f2 bílý pěšec · g2 bílý pěšec · h2 bílý pěšec · c1 bílý král · d1 bílý věž · h1 bílý věž | 7 |
| 6 | a8 černý věž · e8 černý král · f8 černý střelec · h8 černý věž · a7 černý pěšec · d7 černý jezdec · e7 černý dáma · f7 černý pěšec · g7 černý pěšec · h7 černý pěšec · f6 černý jezdec · b5 bílý střelec · e5 černý pěšec · g5 bílý střelec · e4 bílý pěšec · b3 bílý dáma · a2 bílý pěšec · b2 bílý pěšec · c2 bílý pěšec · f2 bílý pěšec · g2 bílý pěšec · h2 bílý pěšec · c1 bílý král · d1 bílý věž · h1 bílý věž | a8 černý věž · e8 černý král · f8 černý střelec · h8 černý věž · a7 černý pěšec · d7 černý jezdec · e7 černý dáma · f7 černý pěšec · g7 černý pěšec · h7 černý pěšec · f6 černý jezdec · b5 bílý střelec · e5 černý pěšec · g5 bílý střelec · e4 bílý pěšec · b3 bílý dáma · a2 bílý pěšec · b2 bílý pěšec · c2 bílý pěšec · f2 bílý pěšec · g2 bílý pěšec · h2 bílý pěšec · c1 bílý král · d1 bílý věž · h1 bílý věž | a8 černý věž · e8 černý král · f8 černý střelec · h8 černý věž · a7 černý pěšec · d7 černý jezdec · e7 černý dáma · f7 černý pěšec · g7 černý pěšec · h7 černý pěšec · f6 černý jezdec · b5 bílý střelec · e5 černý pěšec · g5 bílý střelec · e4 bílý pěšec · b3 bílý dáma · a2 bílý pěšec · b2 bílý pěšec · c2 bílý pěšec · f2 bílý pěšec · g2 bílý pěšec · h2 bílý pěšec · c1 bílý král · d1 bílý věž · h1 bílý věž | a8 černý věž · e8 černý král · f8 černý střelec · h8 černý věž · a7 černý pěšec · d7 černý jezdec · e7 černý dáma · f7 černý pěšec · g7 černý pěšec · h7 černý pěšec · f6 černý jezdec · b5 bílý střelec · e5 černý pěšec · g5 bílý střelec · e4 bílý pěšec · b3 bílý dáma · a2 bílý pěšec · b2 bílý pěšec · c2 bílý pěšec · f2 bílý pěšec · g2 bílý pěšec · h2 bílý pěšec · c1 bílý král · d1 bílý věž · h1 bílý věž | a8 černý věž · e8 černý král · f8 černý střelec · h8 černý věž · a7 černý pěšec · d7 černý jezdec · e7 černý dáma · f7 černý pěšec · g7 černý pěšec · h7 černý pěšec · f6 černý jezdec · b5 bílý střelec · e5 černý pěšec · g5 bílý střelec · e4 bílý pěšec · b3 bílý dáma · a2 bílý pěšec · b2 bílý pěšec · c2 bílý pěšec · f2 bílý pěšec · g2 bílý pěšec · h2 bílý pěšec · c1 bílý král · d1 bílý věž · h1 bílý věž | a8 černý věž · e8 černý král · f8 černý střelec · h8 černý věž · a7 černý pěšec · d7 černý jezdec · e7 černý dáma · f7 černý pěšec · g7 černý pěšec · h7 černý pěšec · f6 černý jezdec · b5 bílý střelec · e5 černý pěšec · g5 bílý střelec · e4 bílý pěšec · b3 bílý dáma · a2 bílý pěšec · b2 bílý pěšec · c2 bílý pěšec · f2 bílý pěšec · g2 bílý pěšec · h2 bílý pěšec · c1 bílý král · d1 bílý věž · h1 bílý věž | a8 černý věž · e8 černý král · f8 černý střelec · h8 černý věž · a7 černý pěšec · d7 černý jezdec · e7 černý dáma · f7 černý pěšec · g7 černý pěšec · h7 černý pěšec · f6 černý jezdec · b5 bílý střelec · e5 černý pěšec · g5 bílý střelec · e4 bílý pěšec · b3 bílý dáma · a2 bílý pěšec · b2 bílý pěšec · c2 bílý pěšec · f2 bílý pěšec · g2 bílý pěšec · h2 bílý pěšec · c1 bílý král · d1 bílý věž · h1 bílý věž | a8 černý věž · e8 černý král · f8 černý střelec · h8 černý věž · a7 černý pěšec · d7 černý jezdec · e7 černý dáma · f7 černý pěšec · g7 černý pěšec · h7 černý pěšec · f6 černý jezdec · b5 bílý střelec · e5 černý pěšec · g5 bílý střelec · e4 bílý pěšec · b3 bílý dáma · a2 bílý pěšec · b2 bílý pěšec · c2 bílý pěšec · f2 bílý pěšec · g2 bílý pěšec · h2 bílý pěšec · c1 bílý král · d1 bílý věž · h1 bílý věž | 6 |
| 5 | a8 černý věž · e8 černý král · f8 černý střelec · h8 černý věž · a7 černý pěšec · d7 černý jezdec · e7 černý dáma · f7 černý pěšec · g7 černý pěšec · h7 černý pěšec · f6 černý jezdec · b5 bílý střelec · e5 černý pěšec · g5 bílý střelec · e4 bílý pěšec · b3 bílý dáma · a2 bílý pěšec · b2 bílý pěšec · c2 bílý pěšec · f2 bílý pěšec · g2 bílý pěšec · h2 bílý pěšec · c1 bílý král · d1 bílý věž · h1 bílý věž | a8 černý věž · e8 černý král · f8 černý střelec · h8 černý věž · a7 černý pěšec · d7 černý jezdec · e7 černý dáma · f7 černý pěšec · g7 černý pěšec · h7 černý pěšec · f6 černý jezdec · b5 bílý střelec · e5 černý pěšec · g5 bílý střelec · e4 bílý pěšec · b3 bílý dáma · a2 bílý pěšec · b2 bílý pěšec · c2 bílý pěšec · f2 bílý pěšec · g2 bílý pěšec · h2 bílý pěšec · c1 bílý král · d1 bílý věž · h1 bílý věž | a8 černý věž · e8 černý král · f8 černý střelec · h8 černý věž · a7 černý pěšec · d7 černý jezdec · e7 černý dáma · f7 černý pěšec · g7 černý pěšec · h7 černý pěšec · f6 černý jezdec · b5 bílý střelec · e5 černý pěšec · g5 bílý střelec · e4 bílý pěšec · b3 bílý dáma · a2 bílý pěšec · b2 bílý pěšec · c2 bílý pěšec · f2 bílý pěšec · g2 bílý pěšec · h2 bílý pěšec · c1 bílý král · d1 bílý věž · h1 bílý věž | a8 černý věž · e8 černý král · f8 černý střelec · h8 černý věž · a7 černý pěšec · d7 černý jezdec · e7 černý dáma · f7 černý pěšec · g7 černý pěšec · h7 černý pěšec · f6 černý jezdec · b5 bílý střelec · e5 černý pěšec · g5 bílý střelec · e4 bílý pěšec · b3 bílý dáma · a2 bílý pěšec · b2 bílý pěšec · c2 bílý pěšec · f2 bílý pěšec · g2 bílý pěšec · h2 bílý pěšec · c1 bílý král · d1 bílý věž · h1 bílý věž | a8 černý věž · e8 černý král · f8 černý střelec · h8 černý věž · a7 černý pěšec · d7 černý jezdec · e7 černý dáma · f7 černý pěšec · g7 černý pěšec · h7 černý pěšec · f6 černý jezdec · b5 bílý střelec · e5 černý pěšec · g5 bílý střelec · e4 bílý pěšec · b3 bílý dáma · a2 bílý pěšec · b2 bílý pěšec · c2 bílý pěšec · f2 bílý pěšec · g2 bílý pěšec · h2 bílý pěšec · c1 bílý král · d1 bílý věž · h1 bílý věž | a8 černý věž · e8 černý král · f8 černý střelec · h8 černý věž · a7 černý pěšec · d7 černý jezdec · e7 černý dáma · f7 černý pěšec · g7 černý pěšec · h7 černý pěšec · f6 černý jezdec · b5 bílý střelec · e5 černý pěšec · g5 bílý střelec · e4 bílý pěšec · b3 bílý dáma · a2 bílý pěšec · b2 bílý pěšec · c2 bílý pěšec · f2 bílý pěšec · g2 bílý pěšec · h2 bílý pěšec · c1 bílý král · d1 bílý věž · h1 bílý věž | a8 černý věž · e8 černý král · f8 černý střelec · h8 černý věž · a7 černý pěšec · d7 černý jezdec · e7 černý dáma · f7 černý pěšec · g7 černý pěšec · h7 černý pěšec · f6 černý jezdec · b5 bílý střelec · e5 černý pěšec · g5 bílý střelec · e4 bílý pěšec · b3 bílý dáma · a2 bílý pěšec · b2 bílý pěšec · c2 bílý pěšec · f2 bílý pěšec · g2 bílý pěšec · h2 bílý pěšec · c1 bílý král · d1 bílý věž · h1 bílý věž | a8 černý věž · e8 černý král · f8 černý střelec · h8 černý věž · a7 černý pěšec · d7 černý jezdec · e7 černý dáma · f7 černý pěšec · g7 černý pěšec · h7 černý pěšec · f6 černý jezdec · b5 bílý střelec · e5 černý pěšec · g5 bílý střelec · e4 bílý pěšec · b3 bílý dáma · a2 bílý pěšec · b2 bílý pěšec · c2 bílý pěšec · f2 bílý pěšec · g2 bílý pěšec · h2 bílý pěšec · c1 bílý král · d1 bílý věž · h1 bílý věž | 5 |
| 4 | a8 černý věž · e8 černý král · f8 černý střelec · h8 černý věž · a7 černý pěšec · d7 černý jezdec · e7 černý dáma · f7 černý pěšec · g7 černý pěšec · h7 černý pěšec · f6 černý jezdec · b5 bílý střelec · e5 černý pěšec · g5 bílý střelec · e4 bílý pěšec · b3 bílý dáma · a2 bílý pěšec · b2 bílý pěšec · c2 bílý pěšec · f2 bílý pěšec · g2 bílý pěšec · h2 bílý pěšec · c1 bílý král · d1 bílý věž · h1 bílý věž | a8 černý věž · e8 černý král · f8 černý střelec · h8 černý věž · a7 černý pěšec · d7 černý jezdec · e7 černý dáma · f7 černý pěšec · g7 černý pěšec · h7 černý pěšec · f6 černý jezdec · b5 bílý střelec · e5 černý pěšec · g5 bílý střelec · e4 bílý pěšec · b3 bílý dáma · a2 bílý pěšec · b2 bílý pěšec · c2 bílý pěšec · f2 bílý pěšec · g2 bílý pěšec · h2 bílý pěšec · c1 bílý král · d1 bílý věž · h1 bílý věž | a8 černý věž · e8 černý král · f8 černý střelec · h8 černý věž · a7 černý pěšec · d7 černý jezdec · e7 černý dáma · f7 černý pěšec · g7 černý pěšec · h7 černý pěšec · f6 černý jezdec · b5 bílý střelec · e5 černý pěšec · g5 bílý střelec · e4 bílý pěšec · b3 bílý dáma · a2 bílý pěšec · b2 bílý pěšec · c2 bílý pěšec · f2 bílý pěšec · g2 bílý pěšec · h2 bílý pěšec · c1 bílý král · d1 bílý věž · h1 bílý věž | a8 černý věž · e8 černý král · f8 černý střelec · h8 černý věž · a7 černý pěšec · d7 černý jezdec · e7 černý dáma · f7 černý pěšec · g7 černý pěšec · h7 černý pěšec · f6 černý jezdec · b5 bílý střelec · e5 černý pěšec · g5 bílý střelec · e4 bílý pěšec · b3 bílý dáma · a2 bílý pěšec · b2 bílý pěšec · c2 bílý pěšec · f2 bílý pěšec · g2 bílý pěšec · h2 bílý pěšec · c1 bílý král · d1 bílý věž · h1 bílý věž | a8 černý věž · e8 černý král · f8 černý střelec · h8 černý věž · a7 černý pěšec · d7 černý jezdec · e7 černý dáma · f7 černý pěšec · g7 černý pěšec · h7 černý pěšec · f6 černý jezdec · b5 bílý střelec · e5 černý pěšec · g5 bílý střelec · e4 bílý pěšec · b3 bílý dáma · a2 bílý pěšec · b2 bílý pěšec · c2 bílý pěšec · f2 bílý pěšec · g2 bílý pěšec · h2 bílý pěšec · c1 bílý král · d1 bílý věž · h1 bílý věž | a8 černý věž · e8 černý král · f8 černý střelec · h8 černý věž · a7 černý pěšec · d7 černý jezdec · e7 černý dáma · f7 černý pěšec · g7 černý pěšec · h7 černý pěšec · f6 černý jezdec · b5 bílý střelec · e5 černý pěšec · g5 bílý střelec · e4 bílý pěšec · b3 bílý dáma · a2 bílý pěšec · b2 bílý pěšec · c2 bílý pěšec · f2 bílý pěšec · g2 bílý pěšec · h2 bílý pěšec · c1 bílý král · d1 bílý věž · h1 bílý věž | a8 černý věž · e8 černý král · f8 černý střelec · h8 černý věž · a7 černý pěšec · d7 černý jezdec · e7 černý dáma · f7 černý pěšec · g7 černý pěšec · h7 černý pěšec · f6 černý jezdec · b5 bílý střelec · e5 černý pěšec · g5 bílý střelec · e4 bílý pěšec · b3 bílý dáma · a2 bílý pěšec · b2 bílý pěšec · c2 bílý pěšec · f2 bílý pěšec · g2 bílý pěšec · h2 bílý pěšec · c1 bílý král · d1 bílý věž · h1 bílý věž | a8 černý věž · e8 černý král · f8 černý střelec · h8 černý věž · a7 černý pěšec · d7 černý jezdec · e7 černý dáma · f7 černý pěšec · g7 černý pěšec · h7 černý pěšec · f6 černý jezdec · b5 bílý střelec · e5 černý pěšec · g5 bílý střelec · e4 bílý pěšec · b3 bílý dáma · a2 bílý pěšec · b2 bílý pěšec · c2 bílý pěšec · f2 bílý pěšec · g2 bílý pěšec · h2 bílý pěšec · c1 bílý král · d1 bílý věž · h1 bílý věž | 4 |
| 3 | a8 černý věž · e8 černý král · f8 černý střelec · h8 černý věž · a7 černý pěšec · d7 černý jezdec · e7 černý dáma · f7 černý pěšec · g7 černý pěšec · h7 černý pěšec · f6 černý jezdec · b5 bílý střelec · e5 černý pěšec · g5 bílý střelec · e4 bílý pěšec · b3 bílý dáma · a2 bílý pěšec · b2 bílý pěšec · c2 bílý pěšec · f2 bílý pěšec · g2 bílý pěšec · h2 bílý pěšec · c1 bílý král · d1 bílý věž · h1 bílý věž | a8 černý věž · e8 černý král · f8 černý střelec · h8 černý věž · a7 černý pěšec · d7 černý jezdec · e7 černý dáma · f7 černý pěšec · g7 černý pěšec · h7 černý pěšec · f6 černý jezdec · b5 bílý střelec · e5 černý pěšec · g5 bílý střelec · e4 bílý pěšec · b3 bílý dáma · a2 bílý pěšec · b2 bílý pěšec · c2 bílý pěšec · f2 bílý pěšec · g2 bílý pěšec · h2 bílý pěšec · c1 bílý král · d1 bílý věž · h1 bílý věž | a8 černý věž · e8 černý král · f8 černý střelec · h8 černý věž · a7 černý pěšec · d7 černý jezdec · e7 černý dáma · f7 černý pěšec · g7 černý pěšec · h7 černý pěšec · f6 černý jezdec · b5 bílý střelec · e5 černý pěšec · g5 bílý střelec · e4 bílý pěšec · b3 bílý dáma · a2 bílý pěšec · b2 bílý pěšec · c2 bílý pěšec · f2 bílý pěšec · g2 bílý pěšec · h2 bílý pěšec · c1 bílý král · d1 bílý věž · h1 bílý věž | a8 černý věž · e8 černý král · f8 černý střelec · h8 černý věž · a7 černý pěšec · d7 černý jezdec · e7 černý dáma · f7 černý pěšec · g7 černý pěšec · h7 černý pěšec · f6 černý jezdec · b5 bílý střelec · e5 černý pěšec · g5 bílý střelec · e4 bílý pěšec · b3 bílý dáma · a2 bílý pěšec · b2 bílý pěšec · c2 bílý pěšec · f2 bílý pěšec · g2 bílý pěšec · h2 bílý pěšec · c1 bílý král · d1 bílý věž · h1 bílý věž | a8 černý věž · e8 černý král · f8 černý střelec · h8 černý věž · a7 černý pěšec · d7 černý jezdec · e7 černý dáma · f7 černý pěšec · g7 černý pěšec · h7 černý pěšec · f6 černý jezdec · b5 bílý střelec · e5 černý pěšec · g5 bílý střelec · e4 bílý pěšec · b3 bílý dáma · a2 bílý pěšec · b2 bílý pěšec · c2 bílý pěšec · f2 bílý pěšec · g2 bílý pěšec · h2 bílý pěšec · c1 bílý král · d1 bílý věž · h1 bílý věž | a8 černý věž · e8 černý král · f8 černý střelec · h8 černý věž · a7 černý pěšec · d7 černý jezdec · e7 černý dáma · f7 černý pěšec · g7 černý pěšec · h7 černý pěšec · f6 černý jezdec · b5 bílý střelec · e5 černý pěšec · g5 bílý střelec · e4 bílý pěšec · b3 bílý dáma · a2 bílý pěšec · b2 bílý pěšec · c2 bílý pěšec · f2 bílý pěšec · g2 bílý pěšec · h2 bílý pěšec · c1 bílý král · d1 bílý věž · h1 bílý věž | a8 černý věž · e8 černý král · f8 černý střelec · h8 černý věž · a7 černý pěšec · d7 černý jezdec · e7 černý dáma · f7 černý pěšec · g7 černý pěšec · h7 černý pěšec · f6 černý jezdec · b5 bílý střelec · e5 černý pěšec · g5 bílý střelec · e4 bílý pěšec · b3 bílý dáma · a2 bílý pěšec · b2 bílý pěšec · c2 bílý pěšec · f2 bílý pěšec · g2 bílý pěšec · h2 bílý pěšec · c1 bílý král · d1 bílý věž · h1 bílý věž | a8 černý věž · e8 černý král · f8 černý střelec · h8 černý věž · a7 černý pěšec · d7 černý jezdec · e7 černý dáma · f7 černý pěšec · g7 černý pěšec · h7 černý pěšec · f6 černý jezdec · b5 bílý střelec · e5 černý pěšec · g5 bílý střelec · e4 bílý pěšec · b3 bílý dáma · a2 bílý pěšec · b2 bílý pěšec · c2 bílý pěšec · f2 bílý pěšec · g2 bílý pěšec · h2 bílý pěšec · c1 bílý král · d1 bílý věž · h1 bílý věž | 3 |
| 2 | a8 černý věž · e8 černý král · f8 černý střelec · h8 černý věž · a7 černý pěšec · d7 černý jezdec · e7 černý dáma · f7 černý pěšec · g7 černý pěšec · h7 černý pěšec · f6 černý jezdec · b5 bílý střelec · e5 černý pěšec · g5 bílý střelec · e4 bílý pěšec · b3 bílý dáma · a2 bílý pěšec · b2 bílý pěšec · c2 bílý pěšec · f2 bílý pěšec · g2 bílý pěšec · h2 bílý pěšec · c1 bílý král · d1 bílý věž · h1 bílý věž | a8 černý věž · e8 černý král · f8 černý střelec · h8 černý věž · a7 černý pěšec · d7 černý jezdec · e7 černý dáma · f7 černý pěšec · g7 černý pěšec · h7 černý pěšec · f6 černý jezdec · b5 bílý střelec · e5 černý pěšec · g5 bílý střelec · e4 bílý pěšec · b3 bílý dáma · a2 bílý pěšec · b2 bílý pěšec · c2 bílý pěšec · f2 bílý pěšec · g2 bílý pěšec · h2 bílý pěšec · c1 bílý král · d1 bílý věž · h1 bílý věž | a8 černý věž · e8 černý král · f8 černý střelec · h8 černý věž · a7 černý pěšec · d7 černý jezdec · e7 černý dáma · f7 černý pěšec · g7 černý pěšec · h7 černý pěšec · f6 černý jezdec · b5 bílý střelec · e5 černý pěšec · g5 bílý střelec · e4 bílý pěšec · b3 bílý dáma · a2 bílý pěšec · b2 bílý pěšec · c2 bílý pěšec · f2 bílý pěšec · g2 bílý pěšec · h2 bílý pěšec · c1 bílý král · d1 bílý věž · h1 bílý věž | a8 černý věž · e8 černý král · f8 černý střelec · h8 černý věž · a7 černý pěšec · d7 černý jezdec · e7 černý dáma · f7 černý pěšec · g7 černý pěšec · h7 černý pěšec · f6 černý jezdec · b5 bílý střelec · e5 černý pěšec · g5 bílý střelec · e4 bílý pěšec · b3 bílý dáma · a2 bílý pěšec · b2 bílý pěšec · c2 bílý pěšec · f2 bílý pěšec · g2 bílý pěšec · h2 bílý pěšec · c1 bílý král · d1 bílý věž · h1 bílý věž | a8 černý věž · e8 černý král · f8 černý střelec · h8 černý věž · a7 černý pěšec · d7 černý jezdec · e7 černý dáma · f7 černý pěšec · g7 černý pěšec · h7 černý pěšec · f6 černý jezdec · b5 bílý střelec · e5 černý pěšec · g5 bílý střelec · e4 bílý pěšec · b3 bílý dáma · a2 bílý pěšec · b2 bílý pěšec · c2 bílý pěšec · f2 bílý pěšec · g2 bílý pěšec · h2 bílý pěšec · c1 bílý král · d1 bílý věž · h1 bílý věž | a8 černý věž · e8 černý král · f8 černý střelec · h8 černý věž · a7 černý pěšec · d7 černý jezdec · e7 černý dáma · f7 černý pěšec · g7 černý pěšec · h7 černý pěšec · f6 černý jezdec · b5 bílý střelec · e5 černý pěšec · g5 bílý střelec · e4 bílý pěšec · b3 bílý dáma · a2 bílý pěšec · b2 bílý pěšec · c2 bílý pěšec · f2 bílý pěšec · g2 bílý pěšec · h2 bílý pěšec · c1 bílý král · d1 bílý věž · h1 bílý věž | a8 černý věž · e8 černý král · f8 černý střelec · h8 černý věž · a7 černý pěšec · d7 černý jezdec · e7 černý dáma · f7 černý pěšec · g7 černý pěšec · h7 černý pěšec · f6 černý jezdec · b5 bílý střelec · e5 černý pěšec · g5 bílý střelec · e4 bílý pěšec · b3 bílý dáma · a2 bílý pěšec · b2 bílý pěšec · c2 bílý pěšec · f2 bílý pěšec · g2 bílý pěšec · h2 bílý pěšec · c1 bílý král · d1 bílý věž · h1 bílý věž | a8 černý věž · e8 černý král · f8 černý střelec · h8 černý věž · a7 černý pěšec · d7 černý jezdec · e7 černý dáma · f7 černý pěšec · g7 černý pěšec · h7 černý pěšec · f6 černý jezdec · b5 bílý střelec · e5 černý pěšec · g5 bílý střelec · e4 bílý pěšec · b3 bílý dáma · a2 bílý pěšec · b2 bílý pěšec · c2 bílý pěšec · f2 bílý pěšec · g2 bílý pěšec · h2 bílý pěšec · c1 bílý král · d1 bílý věž · h1 bílý věž | 2 |
| 1 | a8 černý věž · e8 černý král · f8 černý střelec · h8 černý věž · a7 černý pěšec · d7 černý jezdec · e7 černý dáma · f7 černý pěšec · g7 černý pěšec · h7 černý pěšec · f6 černý jezdec · b5 bílý střelec · e5 černý pěšec · g5 bílý střelec · e4 bílý pěšec · b3 bílý dáma · a2 bílý pěšec · b2 bílý pěšec · c2 bílý pěšec · f2 bílý pěšec · g2 bílý pěšec · h2 bílý pěšec · c1 bílý král · d1 bílý věž · h1 bílý věž | a8 černý věž · e8 černý král · f8 černý střelec · h8 černý věž · a7 černý pěšec · d7 černý jezdec · e7 černý dáma · f7 černý pěšec · g7 černý pěšec · h7 černý pěšec · f6 černý jezdec · b5 bílý střelec · e5 černý pěšec · g5 bílý střelec · e4 bílý pěšec · b3 bílý dáma · a2 bílý pěšec · b2 bílý pěšec · c2 bílý pěšec · f2 bílý pěšec · g2 bílý pěšec · h2 bílý pěšec · c1 bílý král · d1 bílý věž · h1 bílý věž | a8 černý věž · e8 černý král · f8 černý střelec · h8 černý věž · a7 černý pěšec · d7 černý jezdec · e7 černý dáma · f7 černý pěšec · g7 černý pěšec · h7 černý pěšec · f6 černý jezdec · b5 bílý střelec · e5 černý pěšec · g5 bílý střelec · e4 bílý pěšec · b3 bílý dáma · a2 bílý pěšec · b2 bílý pěšec · c2 bílý pěšec · f2 bílý pěšec · g2 bílý pěšec · h2 bílý pěšec · c1 bílý král · d1 bílý věž · h1 bílý věž | a8 černý věž · e8 černý král · f8 černý střelec · h8 černý věž · a7 černý pěšec · d7 černý jezdec · e7 černý dáma · f7 černý pěšec · g7 černý pěšec · h7 černý pěšec · f6 černý jezdec · b5 bílý střelec · e5 černý pěšec · g5 bílý střelec · e4 bílý pěšec · b3 bílý dáma · a2 bílý pěšec · b2 bílý pěšec · c2 bílý pěšec · f2 bílý pěšec · g2 bílý pěšec · h2 bílý pěšec · c1 bílý král · d1 bílý věž · h1 bílý věž | a8 černý věž · e8 černý král · f8 černý střelec · h8 černý věž · a7 černý pěšec · d7 černý jezdec · e7 černý dáma · f7 černý pěšec · g7 černý pěšec · h7 černý pěšec · f6 černý jezdec · b5 bílý střelec · e5 černý pěšec · g5 bílý střelec · e4 bílý pěšec · b3 bílý dáma · a2 bílý pěšec · b2 bílý pěšec · c2 bílý pěšec · f2 bílý pěšec · g2 bílý pěšec · h2 bílý pěšec · c1 bílý král · d1 bílý věž · h1 bílý věž | a8 černý věž · e8 černý král · f8 černý střelec · h8 černý věž · a7 černý pěšec · d7 černý jezdec · e7 černý dáma · f7 černý pěšec · g7 černý pěšec · h7 černý pěšec · f6 černý jezdec · b5 bílý střelec · e5 černý pěšec · g5 bílý střelec · e4 bílý pěšec · b3 bílý dáma · a2 bílý pěšec · b2 bílý pěšec · c2 bílý pěšec · f2 bílý pěšec · g2 bílý pěšec · h2 bílý pěšec · c1 bílý král · d1 bílý věž · h1 bílý věž | a8 černý věž · e8 černý král · f8 černý střelec · h8 černý věž · a7 černý pěšec · d7 černý jezdec · e7 černý dáma · f7 černý pěšec · g7 černý pěšec · h7 černý pěšec · f6 černý jezdec · b5 bílý střelec · e5 černý pěšec · g5 bílý střelec · e4 bílý pěšec · b3 bílý dáma · a2 bílý pěšec · b2 bílý pěšec · c2 bílý pěšec · f2 bílý pěšec · g2 bílý pěšec · h2 bílý pěšec · c1 bílý král · d1 bílý věž · h1 bílý věž | a8 černý věž · e8 černý král · f8 černý střelec · h8 černý věž · a7 černý pěšec · d7 černý jezdec · e7 černý dáma · f7 černý pěšec · g7 černý pěšec · h7 černý pěšec · f6 černý jezdec · b5 bílý střelec · e5 černý pěšec · g5 bílý střelec · e4 bílý pěšec · b3 bílý dáma · a2 bílý pěšec · b2 bílý pěšec · c2 bílý pěšec · f2 bílý pěšec · g2 bílý pěšec · h2 bílý pěšec · c1 bílý král · d1 bílý věž · h1 bílý věž | 1 |
|   | a | b | c | d | e | f | g | h |   |

|   | a | b | c | d | e | f | g | h |   |
| 8 | e8 černý král · f8 černý střelec · h8 černý věž · a7 černý pěšec · d7 černý jezdec · f7 černý pěšec · g7 černý pěšec · h7 černý pěšec · e6 černý dáma · e5 černý pěšec · g5 bílý střelec · e4 bílý pěšec · b3 bílý dáma · a2 bílý pěšec · b2 bílý pěšec · c2 bílý pěšec · f2 bílý pěšec · g2 bílý pěšec · h2 bílý pěšec · c1 bílý král · d1 bílý věž | e8 černý král · f8 černý střelec · h8 černý věž · a7 černý pěšec · d7 černý jezdec · f7 černý pěšec · g7 černý pěšec · h7 černý pěšec · e6 černý dáma · e5 černý pěšec · g5 bílý střelec · e4 bílý pěšec · b3 bílý dáma · a2 bílý pěšec · b2 bílý pěšec · c2 bílý pěšec · f2 bílý pěšec · g2 bílý pěšec · h2 bílý pěšec · c1 bílý král · d1 bílý věž | e8 černý král · f8 černý střelec · h8 černý věž · a7 černý pěšec · d7 černý jezdec · f7 černý pěšec · g7 černý pěšec · h7 černý pěšec · e6 černý dáma · e5 černý pěšec · g5 bílý střelec · e4 bílý pěšec · b3 bílý dáma · a2 bílý pěšec · b2 bílý pěšec · c2 bílý pěšec · f2 bílý pěšec · g2 bílý pěšec · h2 bílý pěšec · c1 bílý král · d1 bílý věž | e8 černý král · f8 černý střelec · h8 černý věž · a7 černý pěšec · d7 černý jezdec · f7 černý pěšec · g7 černý pěšec · h7 černý pěšec · e6 černý dáma · e5 černý pěšec · g5 bílý střelec · e4 bílý pěšec · b3 bílý dáma · a2 bílý pěšec · b2 bílý pěšec · c2 bílý pěšec · f2 bílý pěšec · g2 bílý pěšec · h2 bílý pěšec · c1 bílý král · d1 bílý věž | e8 černý král · f8 černý střelec · h8 černý věž · a7 černý pěšec · d7 černý jezdec · f7 černý pěšec · g7 černý pěšec · h7 černý pěšec · e6 černý dáma · e5 černý pěšec · g5 bílý střelec · e4 bílý pěšec · b3 bílý dáma · a2 bílý pěšec · b2 bílý pěšec · c2 bílý pěšec · f2 bílý pěšec · g2 bílý pěšec · h2 bílý pěšec · c1 bílý král · d1 bílý věž | e8 černý král · f8 černý střelec · h8 černý věž · a7 černý pěšec · d7 černý jezdec · f7 černý pěšec · g7 černý pěšec · h7 černý pěšec · e6 černý dáma · e5 černý pěšec · g5 bílý střelec · e4 bílý pěšec · b3 bílý dáma · a2 bílý pěšec · b2 bílý pěšec · c2 bílý pěšec · f2 bílý pěšec · g2 bílý pěšec · h2 bílý pěšec · c1 bílý král · d1 bílý věž | e8 černý král · f8 černý střelec · h8 černý věž · a7 černý pěšec · d7 černý jezdec · f7 černý pěšec · g7 černý pěšec · h7 černý pěšec · e6 černý dáma · e5 černý pěšec · g5 bílý střelec · e4 bílý pěšec · b3 bílý dáma · a2 bílý pěšec · b2 bílý pěšec · c2 bílý pěšec · f2 bílý pěšec · g2 bílý pěšec · h2 bílý pěšec · c1 bílý král · d1 bílý věž | e8 černý král · f8 černý střelec · h8 černý věž · a7 černý pěšec · d7 černý jezdec · f7 černý pěšec · g7 černý pěšec · h7 černý pěšec · e6 černý dáma · e5 černý pěšec · g5 bílý střelec · e4 bílý pěšec · b3 bílý dáma · a2 bílý pěšec · b2 bílý pěšec · c2 bílý pěšec · f2 bílý pěšec · g2 bílý pěšec · h2 bílý pěšec · c1 bílý král · d1 bílý věž | 8 |
| 7 | e8 černý král · f8 černý střelec · h8 černý věž · a7 černý pěšec · d7 černý jezdec · f7 černý pěšec · g7 černý pěšec · h7 černý pěšec · e6 černý dáma · e5 černý pěšec · g5 bílý střelec · e4 bílý pěšec · b3 bílý dáma · a2 bílý pěšec · b2 bílý pěšec · c2 bílý pěšec · f2 bílý pěšec · g2 bílý pěšec · h2 bílý pěšec · c1 bílý král · d1 bílý věž | e8 černý král · f8 černý střelec · h8 černý věž · a7 černý pěšec · d7 černý jezdec · f7 černý pěšec · g7 černý pěšec · h7 černý pěšec · e6 černý dáma · e5 černý pěšec · g5 bílý střelec · e4 bílý pěšec · b3 bílý dáma · a2 bílý pěšec · b2 bílý pěšec · c2 bílý pěšec · f2 bílý pěšec · g2 bílý pěšec · h2 bílý pěšec · c1 bílý král · d1 bílý věž | e8 černý král · f8 černý střelec · h8 černý věž · a7 černý pěšec · d7 černý jezdec · f7 černý pěšec · g7 černý pěšec · h7 černý pěšec · e6 černý dáma · e5 černý pěšec · g5 bílý střelec · e4 bílý pěšec · b3 bílý dáma · a2 bílý pěšec · b2 bílý pěšec · c2 bílý pěšec · f2 bílý pěšec · g2 bílý pěšec · h2 bílý pěšec · c1 bílý král · d1 bílý věž | e8 černý král · f8 černý střelec · h8 černý věž · a7 černý pěšec · d7 černý jezdec · f7 černý pěšec · g7 černý pěšec · h7 černý pěšec · e6 černý dáma · e5 černý pěšec · g5 bílý střelec · e4 bílý pěšec · b3 bílý dáma · a2 bílý pěšec · b2 bílý pěšec · c2 bílý pěšec · f2 bílý pěšec · g2 bílý pěšec · h2 bílý pěšec · c1 bílý král · d1 bílý věž | e8 černý král · f8 černý střelec · h8 černý věž · a7 černý pěšec · d7 černý jezdec · f7 černý pěšec · g7 černý pěšec · h7 černý pěšec · e6 černý dáma · e5 černý pěšec · g5 bílý střelec · e4 bílý pěšec · b3 bílý dáma · a2 bílý pěšec · b2 bílý pěšec · c2 bílý pěšec · f2 bílý pěšec · g2 bílý pěšec · h2 bílý pěšec · c1 bílý král · d1 bílý věž | e8 černý král · f8 černý střelec · h8 černý věž · a7 černý pěšec · d7 černý jezdec · f7 černý pěšec · g7 černý pěšec · h7 černý pěšec · e6 černý dáma · e5 černý pěšec · g5 bílý střelec · e4 bílý pěšec · b3 bílý dáma · a2 bílý pěšec · b2 bílý pěšec · c2 bílý pěšec · f2 bílý pěšec · g2 bílý pěšec · h2 bílý pěšec · c1 bílý král · d1 bílý věž | e8 černý král · f8 černý střelec · h8 černý věž · a7 černý pěšec · d7 černý jezdec · f7 černý pěšec · g7 černý pěšec · h7 černý pěšec · e6 černý dáma · e5 černý pěšec · g5 bílý střelec · e4 bílý pěšec · b3 bílý dáma · a2 bílý pěšec · b2 bílý pěšec · c2 bílý pěšec · f2 bílý pěšec · g2 bílý pěšec · h2 bílý pěšec · c1 bílý král · d1 bílý věž | e8 černý král · f8 černý střelec · h8 černý věž · a7 černý pěšec · d7 černý jezdec · f7 černý pěšec · g7 černý pěšec · h7 černý pěšec · e6 černý dáma · e5 černý pěšec · g5 bílý střelec · e4 bílý pěšec · b3 bílý dáma · a2 bílý pěšec · b2 bílý pěšec · c2 bílý pěšec · f2 bílý pěšec · g2 bílý pěšec · h2 bílý pěšec · c1 bílý král · d1 bílý věž | 7 |
| 6 | e8 černý král · f8 černý střelec · h8 černý věž · a7 černý pěšec · d7 černý jezdec · f7 černý pěšec · g7 černý pěšec · h7 černý pěšec · e6 černý dáma · e5 černý pěšec · g5 bílý střelec · e4 bílý pěšec · b3 bílý dáma · a2 bílý pěšec · b2 bílý pěšec · c2 bílý pěšec · f2 bílý pěšec · g2 bílý pěšec · h2 bílý pěšec · c1 bílý král · d1 bílý věž | e8 černý král · f8 černý střelec · h8 černý věž · a7 černý pěšec · d7 černý jezdec · f7 černý pěšec · g7 černý pěšec · h7 černý pěšec · e6 černý dáma · e5 černý pěšec · g5 bílý střelec · e4 bílý pěšec · b3 bílý dáma · a2 bílý pěšec · b2 bílý pěšec · c2 bílý pěšec · f2 bílý pěšec · g2 bílý pěšec · h2 bílý pěšec · c1 bílý král · d1 bílý věž | e8 černý král · f8 černý střelec · h8 černý věž · a7 černý pěšec · d7 černý jezdec · f7 černý pěšec · g7 černý pěšec · h7 černý pěšec · e6 černý dáma · e5 černý pěšec · g5 bílý střelec · e4 bílý pěšec · b3 bílý dáma · a2 bílý pěšec · b2 bílý pěšec · c2 bílý pěšec · f2 bílý pěšec · g2 bílý pěšec · h2 bílý pěšec · c1 bílý král · d1 bílý věž | e8 černý král · f8 černý střelec · h8 černý věž · a7 černý pěšec · d7 černý jezdec · f7 černý pěšec · g7 černý pěšec · h7 černý pěšec · e6 černý dáma · e5 černý pěšec · g5 bílý střelec · e4 bílý pěšec · b3 bílý dáma · a2 bílý pěšec · b2 bílý pěšec · c2 bílý pěšec · f2 bílý pěšec · g2 bílý pěšec · h2 bílý pěšec · c1 bílý král · d1 bílý věž | e8 černý král · f8 černý střelec · h8 černý věž · a7 černý pěšec · d7 černý jezdec · f7 černý pěšec · g7 černý pěšec · h7 černý pěšec · e6 černý dáma · e5 černý pěšec · g5 bílý střelec · e4 bílý pěšec · b3 bílý dáma · a2 bílý pěšec · b2 bílý pěšec · c2 bílý pěšec · f2 bílý pěšec · g2 bílý pěšec · h2 bílý pěšec · c1 bílý král · d1 bílý věž | e8 černý král · f8 černý střelec · h8 černý věž · a7 černý pěšec · d7 černý jezdec · f7 černý pěšec · g7 černý pěšec · h7 černý pěšec · e6 černý dáma · e5 černý pěšec · g5 bílý střelec · e4 bílý pěšec · b3 bílý dáma · a2 bílý pěšec · b2 bílý pěšec · c2 bílý pěšec · f2 bílý pěšec · g2 bílý pěšec · h2 bílý pěšec · c1 bílý král · d1 bílý věž | e8 černý král · f8 černý střelec · h8 černý věž · a7 černý pěšec · d7 černý jezdec · f7 černý pěšec · g7 černý pěšec · h7 černý pěšec · e6 černý dáma · e5 černý pěšec · g5 bílý střelec · e4 bílý pěšec · b3 bílý dáma · a2 bílý pěšec · b2 bílý pěšec · c2 bílý pěšec · f2 bílý pěšec · g2 bílý pěšec · h2 bílý pěšec · c1 bílý král · d1 bílý věž | e8 černý král · f8 černý střelec · h8 černý věž · a7 černý pěšec · d7 černý jezdec · f7 černý pěšec · g7 černý pěšec · h7 černý pěšec · e6 černý dáma · e5 černý pěšec · g5 bílý střelec · e4 bílý pěšec · b3 bílý dáma · a2 bílý pěšec · b2 bílý pěšec · c2 bílý pěšec · f2 bílý pěšec · g2 bílý pěšec · h2 bílý pěšec · c1 bílý král · d1 bílý věž | 6 |
| 5 | e8 černý král · f8 černý střelec · h8 černý věž · a7 černý pěšec · d7 černý jezdec · f7 černý pěšec · g7 černý pěšec · h7 černý pěšec · e6 černý dáma · e5 černý pěšec · g5 bílý střelec · e4 bílý pěšec · b3 bílý dáma · a2 bílý pěšec · b2 bílý pěšec · c2 bílý pěšec · f2 bílý pěšec · g2 bílý pěšec · h2 bílý pěšec · c1 bílý král · d1 bílý věž | e8 černý král · f8 černý střelec · h8 černý věž · a7 černý pěšec · d7 černý jezdec · f7 černý pěšec · g7 černý pěšec · h7 černý pěšec · e6 černý dáma · e5 černý pěšec · g5 bílý střelec · e4 bílý pěšec · b3 bílý dáma · a2 bílý pěšec · b2 bílý pěšec · c2 bílý pěšec · f2 bílý pěšec · g2 bílý pěšec · h2 bílý pěšec · c1 bílý král · d1 bílý věž | e8 černý král · f8 černý střelec · h8 černý věž · a7 černý pěšec · d7 černý jezdec · f7 černý pěšec · g7 černý pěšec · h7 černý pěšec · e6 černý dáma · e5 černý pěšec · g5 bílý střelec · e4 bílý pěšec · b3 bílý dáma · a2 bílý pěšec · b2 bílý pěšec · c2 bílý pěšec · f2 bílý pěšec · g2 bílý pěšec · h2 bílý pěšec · c1 bílý král · d1 bílý věž | e8 černý král · f8 černý střelec · h8 černý věž · a7 černý pěšec · d7 černý jezdec · f7 černý pěšec · g7 černý pěšec · h7 černý pěšec · e6 černý dáma · e5 černý pěšec · g5 bílý střelec · e4 bílý pěšec · b3 bílý dáma · a2 bílý pěšec · b2 bílý pěšec · c2 bílý pěšec · f2 bílý pěšec · g2 bílý pěšec · h2 bílý pěšec · c1 bílý král · d1 bílý věž | e8 černý král · f8 černý střelec · h8 černý věž · a7 černý pěšec · d7 černý jezdec · f7 černý pěšec · g7 černý pěšec · h7 černý pěšec · e6 černý dáma · e5 černý pěšec · g5 bílý střelec · e4 bílý pěšec · b3 bílý dáma · a2 bílý pěšec · b2 bílý pěšec · c2 bílý pěšec · f2 bílý pěšec · g2 bílý pěšec · h2 bílý pěšec · c1 bílý král · d1 bílý věž | e8 černý král · f8 černý střelec · h8 černý věž · a7 černý pěšec · d7 černý jezdec · f7 černý pěšec · g7 černý pěšec · h7 černý pěšec · e6 černý dáma · e5 černý pěšec · g5 bílý střelec · e4 bílý pěšec · b3 bílý dáma · a2 bílý pěšec · b2 bílý pěšec · c2 bílý pěšec · f2 bílý pěšec · g2 bílý pěšec · h2 bílý pěšec · c1 bílý král · d1 bílý věž | e8 černý král · f8 černý střelec · h8 černý věž · a7 černý pěšec · d7 černý jezdec · f7 černý pěšec · g7 černý pěšec · h7 černý pěšec · e6 černý dáma · e5 černý pěšec · g5 bílý střelec · e4 bílý pěšec · b3 bílý dáma · a2 bílý pěšec · b2 bílý pěšec · c2 bílý pěšec · f2 bílý pěšec · g2 bílý pěšec · h2 bílý pěšec · c1 bílý král · d1 bílý věž | e8 černý král · f8 černý střelec · h8 černý věž · a7 černý pěšec · d7 černý jezdec · f7 černý pěšec · g7 černý pěšec · h7 černý pěšec · e6 černý dáma · e5 černý pěšec · g5 bílý střelec · e4 bílý pěšec · b3 bílý dáma · a2 bílý pěšec · b2 bílý pěšec · c2 bílý pěšec · f2 bílý pěšec · g2 bílý pěšec · h2 bílý pěšec · c1 bílý král · d1 bílý věž | 5 |
| 4 | e8 černý král · f8 černý střelec · h8 černý věž · a7 černý pěšec · d7 černý jezdec · f7 černý pěšec · g7 černý pěšec · h7 černý pěšec · e6 černý dáma · e5 černý pěšec · g5 bílý střelec · e4 bílý pěšec · b3 bílý dáma · a2 bílý pěšec · b2 bílý pěšec · c2 bílý pěšec · f2 bílý pěšec · g2 bílý pěšec · h2 bílý pěšec · c1 bílý král · d1 bílý věž | e8 černý král · f8 černý střelec · h8 černý věž · a7 černý pěšec · d7 černý jezdec · f7 černý pěšec · g7 černý pěšec · h7 černý pěšec · e6 černý dáma · e5 černý pěšec · g5 bílý střelec · e4 bílý pěšec · b3 bílý dáma · a2 bílý pěšec · b2 bílý pěšec · c2 bílý pěšec · f2 bílý pěšec · g2 bílý pěšec · h2 bílý pěšec · c1 bílý král · d1 bílý věž | e8 černý král · f8 černý střelec · h8 černý věž · a7 černý pěšec · d7 černý jezdec · f7 černý pěšec · g7 černý pěšec · h7 černý pěšec · e6 černý dáma · e5 černý pěšec · g5 bílý střelec · e4 bílý pěšec · b3 bílý dáma · a2 bílý pěšec · b2 bílý pěšec · c2 bílý pěšec · f2 bílý pěšec · g2 bílý pěšec · h2 bílý pěšec · c1 bílý král · d1 bílý věž | e8 černý král · f8 černý střelec · h8 černý věž · a7 černý pěšec · d7 černý jezdec · f7 černý pěšec · g7 černý pěšec · h7 černý pěšec · e6 černý dáma · e5 černý pěšec · g5 bílý střelec · e4 bílý pěšec · b3 bílý dáma · a2 bílý pěšec · b2 bílý pěšec · c2 bílý pěšec · f2 bílý pěšec · g2 bílý pěšec · h2 bílý pěšec · c1 bílý král · d1 bílý věž | e8 černý král · f8 černý střelec · h8 černý věž · a7 černý pěšec · d7 černý jezdec · f7 černý pěšec · g7 černý pěšec · h7 černý pěšec · e6 černý dáma · e5 černý pěšec · g5 bílý střelec · e4 bílý pěšec · b3 bílý dáma · a2 bílý pěšec · b2 bílý pěšec · c2 bílý pěšec · f2 bílý pěšec · g2 bílý pěšec · h2 bílý pěšec · c1 bílý král · d1 bílý věž | e8 černý král · f8 černý střelec · h8 černý věž · a7 černý pěšec · d7 černý jezdec · f7 černý pěšec · g7 černý pěšec · h7 černý pěšec · e6 černý dáma · e5 černý pěšec · g5 bílý střelec · e4 bílý pěšec · b3 bílý dáma · a2 bílý pěšec · b2 bílý pěšec · c2 bílý pěšec · f2 bílý pěšec · g2 bílý pěšec · h2 bílý pěšec · c1 bílý král · d1 bílý věž | e8 černý král · f8 černý střelec · h8 černý věž · a7 černý pěšec · d7 černý jezdec · f7 černý pěšec · g7 černý pěšec · h7 černý pěšec · e6 černý dáma · e5 černý pěšec · g5 bílý střelec · e4 bílý pěšec · b3 bílý dáma · a2 bílý pěšec · b2 bílý pěšec · c2 bílý pěšec · f2 bílý pěšec · g2 bílý pěšec · h2 bílý pěšec · c1 bílý král · d1 bílý věž | e8 černý král · f8 černý střelec · h8 černý věž · a7 černý pěšec · d7 černý jezdec · f7 černý pěšec · g7 černý pěšec · h7 černý pěšec · e6 černý dáma · e5 černý pěšec · g5 bílý střelec · e4 bílý pěšec · b3 bílý dáma · a2 bílý pěšec · b2 bílý pěšec · c2 bílý pěšec · f2 bílý pěšec · g2 bílý pěšec · h2 bílý pěšec · c1 bílý král · d1 bílý věž | 4 |
| 3 | e8 černý král · f8 černý střelec · h8 černý věž · a7 černý pěšec · d7 černý jezdec · f7 černý pěšec · g7 černý pěšec · h7 černý pěšec · e6 černý dáma · e5 černý pěšec · g5 bílý střelec · e4 bílý pěšec · b3 bílý dáma · a2 bílý pěšec · b2 bílý pěšec · c2 bílý pěšec · f2 bílý pěšec · g2 bílý pěšec · h2 bílý pěšec · c1 bílý král · d1 bílý věž | e8 černý král · f8 černý střelec · h8 černý věž · a7 černý pěšec · d7 černý jezdec · f7 černý pěšec · g7 černý pěšec · h7 černý pěšec · e6 černý dáma · e5 černý pěšec · g5 bílý střelec · e4 bílý pěšec · b3 bílý dáma · a2 bílý pěšec · b2 bílý pěšec · c2 bílý pěšec · f2 bílý pěšec · g2 bílý pěšec · h2 bílý pěšec · c1 bílý král · d1 bílý věž | e8 černý král · f8 černý střelec · h8 černý věž · a7 černý pěšec · d7 černý jezdec · f7 černý pěšec · g7 černý pěšec · h7 černý pěšec · e6 černý dáma · e5 černý pěšec · g5 bílý střelec · e4 bílý pěšec · b3 bílý dáma · a2 bílý pěšec · b2 bílý pěšec · c2 bílý pěšec · f2 bílý pěšec · g2 bílý pěšec · h2 bílý pěšec · c1 bílý král · d1 bílý věž | e8 černý král · f8 černý střelec · h8 černý věž · a7 černý pěšec · d7 černý jezdec · f7 černý pěšec · g7 černý pěšec · h7 černý pěšec · e6 černý dáma · e5 černý pěšec · g5 bílý střelec · e4 bílý pěšec · b3 bílý dáma · a2 bílý pěšec · b2 bílý pěšec · c2 bílý pěšec · f2 bílý pěšec · g2 bílý pěšec · h2 bílý pěšec · c1 bílý král · d1 bílý věž | e8 černý král · f8 černý střelec · h8 černý věž · a7 černý pěšec · d7 černý jezdec · f7 černý pěšec · g7 černý pěšec · h7 černý pěšec · e6 černý dáma · e5 černý pěšec · g5 bílý střelec · e4 bílý pěšec · b3 bílý dáma · a2 bílý pěšec · b2 bílý pěšec · c2 bílý pěšec · f2 bílý pěšec · g2 bílý pěšec · h2 bílý pěšec · c1 bílý král · d1 bílý věž | e8 černý král · f8 černý střelec · h8 černý věž · a7 černý pěšec · d7 černý jezdec · f7 černý pěšec · g7 černý pěšec · h7 černý pěšec · e6 černý dáma · e5 černý pěšec · g5 bílý střelec · e4 bílý pěšec · b3 bílý dáma · a2 bílý pěšec · b2 bílý pěšec · c2 bílý pěšec · f2 bílý pěšec · g2 bílý pěšec · h2 bílý pěšec · c1 bílý král · d1 bílý věž | e8 černý král · f8 černý střelec · h8 černý věž · a7 černý pěšec · d7 černý jezdec · f7 černý pěšec · g7 černý pěšec · h7 černý pěšec · e6 černý dáma · e5 černý pěšec · g5 bílý střelec · e4 bílý pěšec · b3 bílý dáma · a2 bílý pěšec · b2 bílý pěšec · c2 bílý pěšec · f2 bílý pěšec · g2 bílý pěšec · h2 bílý pěšec · c1 bílý král · d1 bílý věž | e8 černý král · f8 černý střelec · h8 černý věž · a7 černý pěšec · d7 černý jezdec · f7 černý pěšec · g7 černý pěšec · h7 černý pěšec · e6 černý dáma · e5 černý pěšec · g5 bílý střelec · e4 bílý pěšec · b3 bílý dáma · a2 bílý pěšec · b2 bílý pěšec · c2 bílý pěšec · f2 bílý pěšec · g2 bílý pěšec · h2 bílý pěšec · c1 bílý král · d1 bílý věž | 3 |
| 2 | e8 černý král · f8 černý střelec · h8 černý věž · a7 černý pěšec · d7 černý jezdec · f7 černý pěšec · g7 černý pěšec · h7 černý pěšec · e6 černý dáma · e5 černý pěšec · g5 bílý střelec · e4 bílý pěšec · b3 bílý dáma · a2 bílý pěšec · b2 bílý pěšec · c2 bílý pěšec · f2 bílý pěšec · g2 bílý pěšec · h2 bílý pěšec · c1 bílý král · d1 bílý věž | e8 černý král · f8 černý střelec · h8 černý věž · a7 černý pěšec · d7 černý jezdec · f7 černý pěšec · g7 černý pěšec · h7 černý pěšec · e6 černý dáma · e5 černý pěšec · g5 bílý střelec · e4 bílý pěšec · b3 bílý dáma · a2 bílý pěšec · b2 bílý pěšec · c2 bílý pěšec · f2 bílý pěšec · g2 bílý pěšec · h2 bílý pěšec · c1 bílý král · d1 bílý věž | e8 černý král · f8 černý střelec · h8 černý věž · a7 černý pěšec · d7 černý jezdec · f7 černý pěšec · g7 černý pěšec · h7 černý pěšec · e6 černý dáma · e5 černý pěšec · g5 bílý střelec · e4 bílý pěšec · b3 bílý dáma · a2 bílý pěšec · b2 bílý pěšec · c2 bílý pěšec · f2 bílý pěšec · g2 bílý pěšec · h2 bílý pěšec · c1 bílý král · d1 bílý věž | e8 černý král · f8 černý střelec · h8 černý věž · a7 černý pěšec · d7 černý jezdec · f7 černý pěšec · g7 černý pěšec · h7 černý pěšec · e6 černý dáma · e5 černý pěšec · g5 bílý střelec · e4 bílý pěšec · b3 bílý dáma · a2 bílý pěšec · b2 bílý pěšec · c2 bílý pěšec · f2 bílý pěšec · g2 bílý pěšec · h2 bílý pěšec · c1 bílý král · d1 bílý věž | e8 černý král · f8 černý střelec · h8 černý věž · a7 černý pěšec · d7 černý jezdec · f7 černý pěšec · g7 černý pěšec · h7 černý pěšec · e6 černý dáma · e5 černý pěšec · g5 bílý střelec · e4 bílý pěšec · b3 bílý dáma · a2 bílý pěšec · b2 bílý pěšec · c2 bílý pěšec · f2 bílý pěšec · g2 bílý pěšec · h2 bílý pěšec · c1 bílý král · d1 bílý věž | e8 černý král · f8 černý střelec · h8 černý věž · a7 černý pěšec · d7 černý jezdec · f7 černý pěšec · g7 černý pěšec · h7 černý pěšec · e6 černý dáma · e5 černý pěšec · g5 bílý střelec · e4 bílý pěšec · b3 bílý dáma · a2 bílý pěšec · b2 bílý pěšec · c2 bílý pěšec · f2 bílý pěšec · g2 bílý pěšec · h2 bílý pěšec · c1 bílý král · d1 bílý věž | e8 černý král · f8 černý střelec · h8 černý věž · a7 černý pěšec · d7 černý jezdec · f7 černý pěšec · g7 černý pěšec · h7 černý pěšec · e6 černý dáma · e5 černý pěšec · g5 bílý střelec · e4 bílý pěšec · b3 bílý dáma · a2 bílý pěšec · b2 bílý pěšec · c2 bílý pěšec · f2 bílý pěšec · g2 bílý pěšec · h2 bílý pěšec · c1 bílý král · d1 bílý věž | e8 černý král · f8 černý střelec · h8 černý věž · a7 černý pěšec · d7 černý jezdec · f7 černý pěšec · g7 černý pěšec · h7 černý pěšec · e6 černý dáma · e5 černý pěšec · g5 bílý střelec · e4 bílý pěšec · b3 bílý dáma · a2 bílý pěšec · b2 bílý pěšec · c2 bílý pěšec · f2 bílý pěšec · g2 bílý pěšec · h2 bílý pěšec · c1 bílý král · d1 bílý věž | 2 |
| 1 | e8 černý král · f8 černý střelec · h8 černý věž · a7 černý pěšec · d7 černý jezdec · f7 černý pěšec · g7 černý pěšec · h7 černý pěšec · e6 černý dáma · e5 černý pěšec · g5 bílý střelec · e4 bílý pěšec · b3 bílý dáma · a2 bílý pěšec · b2 bílý pěšec · c2 bílý pěšec · f2 bílý pěšec · g2 bílý pěšec · h2 bílý pěšec · c1 bílý král · d1 bílý věž | e8 černý král · f8 černý střelec · h8 černý věž · a7 černý pěšec · d7 černý jezdec · f7 černý pěšec · g7 černý pěšec · h7 černý pěšec · e6 černý dáma · e5 černý pěšec · g5 bílý střelec · e4 bílý pěšec · b3 bílý dáma · a2 bílý pěšec · b2 bílý pěšec · c2 bílý pěšec · f2 bílý pěšec · g2 bílý pěšec · h2 bílý pěšec · c1 bílý král · d1 bílý věž | e8 černý král · f8 černý střelec · h8 černý věž · a7 černý pěšec · d7 černý jezdec · f7 černý pěšec · g7 černý pěšec · h7 černý pěšec · e6 černý dáma · e5 černý pěšec · g5 bílý střelec · e4 bílý pěšec · b3 bílý dáma · a2 bílý pěšec · b2 bílý pěšec · c2 bílý pěšec · f2 bílý pěšec · g2 bílý pěšec · h2 bílý pěšec · c1 bílý král · d1 bílý věž | e8 černý král · f8 černý střelec · h8 černý věž · a7 černý pěšec · d7 černý jezdec · f7 černý pěšec · g7 černý pěšec · h7 černý pěšec · e6 černý dáma · e5 černý pěšec · g5 bílý střelec · e4 bílý pěšec · b3 bílý dáma · a2 bílý pěšec · b2 bílý pěšec · c2 bílý pěšec · f2 bílý pěšec · g2 bílý pěšec · h2 bílý pěšec · c1 bílý král · d1 bílý věž | e8 černý král · f8 černý střelec · h8 černý věž · a7 černý pěšec · d7 černý jezdec · f7 černý pěšec · g7 černý pěšec · h7 černý pěšec · e6 černý dáma · e5 černý pěšec · g5 bílý střelec · e4 bílý pěšec · b3 bílý dáma · a2 bílý pěšec · b2 bílý pěšec · c2 bílý pěšec · f2 bílý pěšec · g2 bílý pěšec · h2 bílý pěšec · c1 bílý král · d1 bílý věž | e8 černý král · f8 černý střelec · h8 černý věž · a7 černý pěšec · d7 černý jezdec · f7 černý pěšec · g7 černý pěšec · h7 černý pěšec · e6 černý dáma · e5 černý pěšec · g5 bílý střelec · e4 bílý pěšec · b3 bílý dáma · a2 bílý pěšec · b2 bílý pěšec · c2 bílý pěšec · f2 bílý pěšec · g2 bílý pěšec · h2 bílý pěšec · c1 bílý král · d1 bílý věž | e8 černý král · f8 černý střelec · h8 černý věž · a7 černý pěšec · d7 černý jezdec · f7 černý pěšec · g7 černý pěšec · h7 černý pěšec · e6 černý dáma · e5 černý pěšec · g5 bílý střelec · e4 bílý pěšec · b3 bílý dáma · a2 bílý pěšec · b2 bílý pěšec · c2 bílý pěšec · f2 bílý pěšec · g2 bílý pěšec · h2 bílý pěšec · c1 bílý král · d1 bílý věž | e8 černý král · f8 černý střelec · h8 černý věž · a7 černý pěšec · d7 černý jezdec · f7 černý pěšec · g7 černý pěšec · h7 černý pěšec · e6 černý dáma · e5 černý pěšec · g5 bílý střelec · e4 bílý pěšec · b3 bílý dáma · a2 bílý pěšec · b2 bílý pěšec · c2 bílý pěšec · f2 bílý pěšec · g2 bílý pěšec · h2 bílý pěšec · c1 bílý král · d1 bílý věž | 1 |
|   | a | b | c | d | e | f | g | h |   |

1. e4 e5 2. Jf3 d6
Zahájením byla Philidorova obrana, staré zahájení známé již z Göttingenského rukopisu, které bylo analyzováno v 18. století F. A. D. Philidorem. Na vrcholové úrovni se v dnešním šachu příliš často nevyskytuje.
3. d4 Sg4?!
Tah 3… Sg4 se považuje za nekorektní a tato odpověď černého je chybou. Přesto se v partiích tehdejší doby vyskytovala a reagovali tak i natolik silní šachisté, jako byl Daniel Harrwitz – ten se při partii s Morphym dostal do totožné pozice. Jako vhodnější pokračování pro černého se jeví tahy 3… Jd7 nebo 3… exd4.
4. dxe5 Sxf3
Aby v příštích tazích černý nepřišel o pěšce, mění svého střelce za bílého jezdce. V případě pokračování 4… Jd7 5. exd6 Sxd6 by sice černý měl o pěšce méně, ale jako určitou kompenzaci by získal mírný náskok ve vývinu.
5. Dxf3 dxe5 6. Sc4 Jf6?
Další, tentokrát již rozhodující chyba ze stran aristokratů. Útok na slabé pole f7 měl černý pokrýt tahy 6… Df6 nebo 6… Dd7, i tak by si ale bílý udržel v dalším pokračování výhodu. Provedený tah měl sice začít s vývinem černých figur, Morphymu však umožnil provést vidličku s útokem na pole b7 a f7. O dva měsíce dříve stejnou chybu v partii udělal i Harrwitz.
7. Db3 De7
Černý musí zabránit hrozícímu dvojtahovému matu. Pokračování, které v této pozici zahrál Harrwitz, je 7…Sd6.
8. Jc3!?
Tento tah je označován jako překvapivý. Morphy mohl získat pěšce tahy 8. Dxb7 Db4+ 9. Dxb4 Sxb4+ 10. Sd2, anebo zvolit pokračování 8. Sxf7+! Dxf7 (8…Kd8 9. Dxb7 Db4+ 10. Dxb4 Sxb4+ +-) 9. Dxb7 +-. Americký šachista se však rozhodl neměnit dámy a raději vyvinul jezdce, aby své soupeře rozdrtil ještě v zápletkách zahájení a střední hry.
8…c6 9. Sg5
Jezdec černého se dostal do vazby. Černopolného střelce na poli f8 nelze rychle vyvinout, protože je blokován vlastní dámou.
9… b5?
Tento tah vévody a hraběte je chybný. Snaží se zbavit střelce útočícího na pole f7, ale pozice černého je špatná a figury nevyvinuty, a to umožní Morphymu provést v následujícím tahu oběť figury. Korektním pokračováním by bylo 9… Ja6 10. Sxa6 bxa6 11. Dc4, nebo útok na střelce na g5 pomocí h pěšce. Někde se uvádí jako možné pokračování černého i 9…Dc7. Po 10. O-O-O Sc5 11. Sxf7+ Dxf7 12. Vd8+ by nicméně bílý získal dámu.
10. Jxb5! cxb5
Morphy se rozhodl neustoupit a obětoval jezdce za dva pěšce. Naopak ústup střelcem na pole e2 by byl chybou pro pokračování černého 10… Db4!. Aristokraté oběť přijali, lepší pokračování by v tomto případě bylo 10… Db4+ s nuceným ústupem bílého jezdce zpět na pole c3. I tak by ale stál Morphy lépe.
11. Sxb5+ Jbd7
Černý se rozhodl pokrýt šach představením jezdce, při druhé možnosti 11… Kd8 by bílý reagoval 12. O-O-O+. Střelci na b5 a g5 naprosto omezili černé figury.
12. O-O-O Vd8
Pokud by nyní černý zahrál 12… Db4?, bílý by sebral 13. Sxf6. O výhře bílého je při přesné hře již rozhodnuto.
13. Vxd7! Vxd7 14. Vd1 De6
Při pokračování 14… Db4? by bílý opět zahrál 15. Sxf6. Černému nezbývá žádné východisko.
15. Sxd7+ Jxd7
Morphy by získal vyhranou pozici, i pokud by vyměnil dámy, nebo odebral jezdce na f6. Takto partii zakončí obětí dámy.
16. Db8+!! Jxb8 17. Vd8# 1-0
Max Euwe toto zakončení označil jako jiskřivé. Podle knihy Morphy's Games : a Selection of the Best Games Played by the Distinguished Champion in Europe and America, ke které sepsal poznámky maďarský šachový mistr Johann Jacob Löwenthal, závěrečná „oběť dámy přispívá ke kráse celé kombinace a vytváří nejelegantnější zakončení”. Podobný taktický motiv zakončující partii se vyskytl například i ve hře Albert Beauregard Hodges – Daniels, hrané v prosinci 1886 v Nashvillu.

## Reakce
Operní partie Paula Morphyho je pravděpodobně nejznámější hrou tohoto šachisty. Emanuel Lasker, druhý mistr světa v šachu, celou partii roku 1907 okomentoval jako skvělou. Lasker též vychválil 8. tah bílého, ve kterém Morphy nesebral pěšce (dle Laskera „řeznická metoda”) a dále vyvíjel figury, což Lasker považoval za „metodu umělce”. V prvním svazku díla Amenities and Background of Chess-Play (1934) od amerického šachisty Williama Ewarta Napiera je dokonce Operní partie považována za nejslavnější hru vůbec. Roku 2013 operní partii označil za svou nejoblíbenější britský velmistr Nigel Short. Od roku 1908 ji uvádí coby studijní materiál řada šachových učebnic a jako ukázku díla Paula Morphyho ji zařadil bývalý mistr světa Garri Kasparov do své čtyřdílné knihy Moji velcí předchůdci jako jednu z pěti Morphyho partií.
Operní partie však ne vždy sklízela pouze pozitivní reakce. Například jiný britský velmistr John Nunn se k ní vyjádřil kriticky. Napsal, že to „není obzvláště dobrá hra, jaká by se dala očekávat, když se nejsilnější hráč své doby postaví proti dvěma amatérům”. Kritizoval také stáří partie s ohledem na to, že je využívána i v moderních výukových materiálech. Dle něj by se k výuce šachu měly používat spíše partie novější, reflektující jiné pojetí šachové hry ve srovnání s romantickou šachovou školou 19. století.